# Championnat de France de rugby à XV 2014-2015
Navigation
Top 14 2013-2014 Top 14 2015-2016
Le championnat de France de rugby à XV 2014-2015 ou Top 14 2014-2015 est la cent-seizième édition du championnat de France de rugby à XV. Elle oppose les quatorze meilleures équipes de rugby à XV françaises. Le championnat se déroule un an avant la Coupe du monde de rugby à XV 2015 qui aura lieu en Angleterre.
Cette saison, le Lyon OU et le Stade rochelais sont promus en championnat et remplacent l'USA Perpignan et le Biarritz olympique. Le RC Toulon est tenant du titre et double champion d'Europe en titre.
Le championnat voit le Stade français sacré champion de France de rugby à XV le samedi 13 juin 2015 en remportant la finale face à l'ASM Clermont Auvergne sur le score de 12 à 6, soulevant ainsi son premier bouclier de Brennus depuis 2007.

## Participants
Le RC Toulon est le tenant du titre, le Castres olympique est le finaliste de l'édition précédente. Seuls le CA Brive, Montpellier HR et l'US Oyonnax n'ont jamais remporté le championnat. Le Stade toulousain, le CA Brive et le RC Toulon ont gagné la Coupe d'Europe.
| \| Aviron bayonnais CA Brive Castres · olympique ASM Clermont FC Grenoble Lyon OU Montpellier HR US Oyonnax Stade français Paris Racing Métro 92 RC Toulon Stade · toulousain Union Bordeaux Bègles Stade rochelais \| Localisation des clubs engagés en championnat. |
| Aviron bayonnais CA Brive Castres · olympique ASM Clermont FC Grenoble Lyon OU Montpellier HR US Oyonnax Stade français Paris Racing Métro 92 RC Toulon Stade · toulousain Union Bordeaux Bègles Stade rochelais                                                      |

| Club                  | Dernière montée | Budget 2014-15 | Classement en 2013-2014 | Entraîneur(s)                                                                 | Capitaine                           | Stade                                    | Capacité        |
| --------------------- | --------------- | -------------- | ----------------------- | ----------------------------------------------------------------------------- | ----------------------------------- | ---------------------------------------- | --------------- |
| Aviron bayonnais      | 2004            | 15.76          | 10                      | / Patricio Noriega Nicolas Morlaes                                            | David Roumieu                       | Stade Jean-Dauger                        | 16 934          |
| Union Bordeaux Bègles | 2011            | 15.86          | 8                       | Raphaël Ibañez Régis Sonnes Vincent Etcheto Joe Worsley                       | Matthew Clarkin                     | Stade Chaban-Delmas et stade André-Moga, | 34 694 et 7 700 |
| CA Brive              | 2013            | 13.63          | 9                       | Nicolas Godignon Didier Casadeï Philippe Carbonneau                           | Arnaud Méla                         | Stade Amédée-Domenech                    | 13 979          |
| Castres olympique     | 1989            | 19.04          | 6                       | Matthias Rolland David Darricarrère                                           | Rémi Talès puis Rodrigo Capo Ortega | Stade Pierre-Antoine                     | 11 500          |
| ASM Clermont          | 1925            | 27.90          | 3                       | Franck Azéma Jono Gibbes                                                      | Damien Chouly                       | Stade Marcel-Michelin                    | 18 030          |
| FC Grenoble           | 2012            | 20.77          | 11                      | Fabrice Landreau Bernard Jackman Sylvain Bégon Mike Prendergast               | Fabien Gengenbacher                 | Stade des Alpes                          | 20 068          |
| Lyon OU               | 2014            | 21.03          | 1 (Pro D2)              | Olivier Azam Scott Wisemantel                                                 | Lionel Nallet                       | Matmut Stadium                           | 11 807          |
| Montpellier HR        | 2003            | 22.54          | 2                       | Fabien Galthié puis Jake White Mario Ledesma puis Shaun Sowerby Stéphane Glas | Fulgence Ouedraogo                  | Altrad Stadium                           | 14 700          |
| US Oyonnax            | 2013            | 14.28          | 12                      | Christophe Urios Frédéric Charrier Joe El Abd                                 | Florian Denos                       | Stade Charles-Mathon                     | 11 400          |
| Stade français        | 1997            | 25.28          | 7                       | Gonzalo Quesada Simon Raiwalui Jean-Frédéric Dubois                           | Sergio Parisse                      | Stade Jean-Bouin                         | 20 000          |
| Racing Métro 92       | 2009            | 25.36          | 5                       | Laurent Travers Laurent Labit Ronan O'Gara                                    | Dimitri Szarzewski                  | Stade olympique Yves-du-Manoir           | 14 000          |
| Stade rochelais       | 2014            | 14.47          | 3 (Pro D2)              | Patrice Collazo Fabrice Ribeyrolles puis Xavier Garbajosa                     | Uini Atonio                         | Stade Marcel-Deflandre                   | 15 000          |
| RC Toulon             | 2008            | 25.37          | 1                       | Bernard Laporte Jacques Delmas Pierre Mignoni                                 | Carl Hayman                         | Stade Mayol                              | 15 820          |
| Stade toulousain      | 1907            | 35.02          | 4                       | Guy Novès William Servat Jean-Baptiste Élissalde                              | Thierry Dusautoir                   | Stade Ernest-Wallon                      | 19 500          |

## Résumé des résultats

### Classement de la phase régulière
| Rang | Club                  | J  | V  | N | D  | Em | Ee | Bo | Bd | Pm  | Pe  | Diff | Pts |
| ---- | --------------------- | -- | -- | - | -- | -- | -- | -- | -- | --- | --- | ---- | --- |
| 1    | RC Toulon (T)         | 26 | 16 | 0 | 10 | 81 | 52 | 7  | 5  | 740 | 525 | +215 | 76  |
| 2    | ASM Clermont          | 26 | 16 | 1 | 9  | 58 | 40 | 5  | 4  | 630 | 464 | +166 | 75  |
| 3    | Stade toulousain      | 26 | 16 | 0 | 10 | 53 | 37 | 3  | 3  | 573 | 504 | +69  | 70  |
| 4    | Stade français Paris  | 26 | 15 | 1 | 10 | 60 | 54 | 6  | 2  | 591 | 576 | +15  | 70  |
| 5    | Racing Métro 92       | 26 | 13 | 3 | 10 | 52 | 37 | 3  | 4  | 551 | 497 | +54  | 65  |
| 6    | US Oyonnax            | 26 | 14 | 0 | 12 | 37 | 43 | 2  | 4  | 514 | 507 | +7   | 62  |
| 7    | Union Bordeaux Bègles | 26 | 12 | 0 | 14 | 66 | 45 | 4  | 9  | 701 | 578 | +123 | 61  |
| 8    | Montpellier HR        | 26 | 11 | 2 | 13 | 44 | 46 | 2  | 5  | 537 | 516 | +21  | 55  |
| 9    | Stade rochelais (P)   | 26 | 10 | 5 | 11 | 43 | 67 | 2  | 2  | 520 | 659 | -139 | 54  |
| 10   | CA Brive              | 26 | 12 | 0 | 14 | 40 | 66 | 3  | 2  | 502 | 619 | -117 | 53  |
| 11   | FC Grenoble           | 26 | 11 | 0 | 15 | 54 | 70 | 3  | 6  | 626 | 735 | -109 | 53  |
| 12   | Castres olympique     | 26 | 11 | 0 | 15 | 50 | 63 | 4  | 4  | 509 | 627 | -118 | 52  |
| 13   | Aviron bayonnais      | 26 | 10 | 1 | 15 | 44 | 46 | 5  | 5  | 522 | 548 | -26  | 52  |
| 14   | Lyon OU (P)           | 26 | 8  | 1 | 17 | 42 | 58 | 0  | 7  | 469 | 630 | -161 | 41  |

|  | Qualifiés pour les demi-finales (no 1, no 2) et qualifié pour la Coupe d'Europe 2015-2016.                                                     |
|  | Qualifiés pour les barrages (no 3, no 4, no 5, no 6) et qualifié pour la Coupe d'Europe 2015-2016.                                             |
|  | Qualifié pour un barrage (no 7) chez le vainqueur d'un pré barrage entre anglais et celtes pour se qualifier pour la coupe d'Europe 2015-2016. |
|  | Relégués en Pro D2 pour la saison 2015-2016 (no 13 et no 14).                                                                                  |
|  | T : tenant du titre 2014 • P : promu 2014 |

Attribution des points : victoire sur tapis vert : 5, victoire : 4, match nul : 2, défaite : 0, forfait : -2 ; plus les bonus (offensif : 3 essais de plus que l'adversaire ; défensif : défaite par 5 points d'écart ou moins).
Règles de classement : 1. points terrain (bonus compris) ; 2. points terrain obtenus dans les matchs entre équipes concernées ; 3. différence de points dans les matchs entre équipes concernées ; 4. différence entre essais marqués et concédés dans les matchs entre équipes concernées ; 5. différence de points ; 6. différence entre essais marqués et concédés ; 7. nombre de points marqués ; 8. nombre d'essais marqués ; 9. nombre de forfaits n'ayant pas entraîné de forfait général ; 10. place la saison précédente ; 11. nombre de personnes suspendues après un match de championnat

### Phase finale
|  | Barrages                                     | Barrages                               |                                                    |                                                    | Demi-finales                                       | Demi-finales                                       |  |  | Finale                                       | Finale                                       |
|  | Barrages                                     | Barrages                               |                                                    |                                                    | Demi-finales                                       | Demi-finales                                       |  |  | Finale                                       | Finale                                       |
|  |                                              |                                        |                                                    |                                                    |                                                    |                                                    |  |  |                                              |                                              |
|  | 29 mai 2015 au Stade Jean-Bouin, Paris       | 29 mai 2015 au Stade Jean-Bouin, Paris |                                                    |                                                    | 5 juin 2015 au nouveau stade de Bordeaux, Bordeaux | 5 juin 2015 au nouveau stade de Bordeaux, Bordeaux |  |  | 13 juin 2015 au Stade de France, Saint-Denis | 13 juin 2015 au Stade de France, Saint-Denis |
|  | 29 mai 2015 au Stade Jean-Bouin, Paris       | 29 mai 2015 au Stade Jean-Bouin, Paris |                                                    |                                                    | 5 juin 2015 au nouveau stade de Bordeaux, Bordeaux | 5 juin 2015 au nouveau stade de Bordeaux, Bordeaux |  |  | 13 juin 2015 au Stade de France, Saint-Denis | 13 juin 2015 au Stade de France, Saint-Denis |
|  | 29 mai 2015 au Stade Jean-Bouin, Paris       | 29 mai 2015 au Stade Jean-Bouin, Paris | [1] RC Toulon                                      | 16                                                 |                                                    |                                                    |  |  | 13 juin 2015 au Stade de France, Saint-Denis | 13 juin 2015 au Stade de France, Saint-Denis |
|  | [4] Stade français Paris                     | 38                                     | [1] RC Toulon                                      | 16                                                 |                                                    |                                                    |  |  | 13 juin 2015 au Stade de France, Saint-Denis | 13 juin 2015 au Stade de France, Saint-Denis |
|  | [4] Stade français Paris                     | 38                                     | [4] Stade français Paris                           | 33                                                 |                                                    |                                                    |  |  | 13 juin 2015 au Stade de France, Saint-Denis | 13 juin 2015 au Stade de France, Saint-Denis |
|  | [5] Racing Métro 92                          | 15                                     | [4] Stade français Paris                           | 33                                                 |                                                    |                                                    |  |  | 13 juin 2015 au Stade de France, Saint-Denis | 13 juin 2015 au Stade de France, Saint-Denis |
|  | [5] Racing Métro 92                          | 15                                     | 6 juin 2015 au nouveau stade de Bordeaux, Bordeaux | 6 juin 2015 au nouveau stade de Bordeaux, Bordeaux | [4] Stade français Paris                           | 12                                                 |  |  |                                              |                                              |
|  | 30 mai 2015 au Stade Ernest-Wallon, Toulouse |                                        | 6 juin 2015 au nouveau stade de Bordeaux, Bordeaux | 6 juin 2015 au nouveau stade de Bordeaux, Bordeaux | [4] Stade français Paris                           | 12                                                 |  |  |                                              |                                              |
|  |                                              | [2] ASM Clermont                       | 6 juin 2015 au nouveau stade de Bordeaux, Bordeaux | 6 juin 2015 au nouveau stade de Bordeaux, Bordeaux | 6                                                  |                                                    |  |  |                                              |                                              |
|  | [3] Stade toulousain                         | [2] ASM Clermont                       | 6 juin 2015 au nouveau stade de Bordeaux, Bordeaux | 6 juin 2015 au nouveau stade de Bordeaux, Bordeaux | 6                                                  | 20                                                 |  |  |                                              |                                              |
|  | [3] Stade toulousain                         | [3] Stade toulousain                   | 14                                                 |                                                    |                                                    | 20                                                 |  |  |                                              |                                              |
|  | [6] US Oyonnax                               | [3] Stade toulousain                   | 14                                                 | 19                                                 |                                                    |                                                    |  |  |                                              |                                              |
|  | [6] US Oyonnax                               | [2] ASM Clermont                       | 18                                                 | 19                                                 |                                                    |                                                    |  |  |                                              |                                              |
|  |                                              | [2] ASM Clermont                       | 18                                                 |                                                    |                                                    |                                                    |  |  |                                              |                                              |

## Faits marquants de la saison
Le championnat se dispute pour la première fois depuis 1911 sans l'USA Perpignan reléguée pour la première fois dans son histoire en Pro D2, et sans le Biarritz olympique.

### Saison précédente
- 26 avril 2014 : le Lyon OU remporte le titre en Pro D2.
- 3 mai 2014 : le jour du centième anniversaire de son premier titre, l'USA Perpignan est reléguée pour la première fois de son histoire, en compagnie du Biarritz olympique (depuis le 23 mars 2014).
- 25 mai 2014 : le Stade rochelais obtient la montée en championnat face au SU Agen (31-22).
- 31 mai 2014 : le RC Toulon remporte le championnat contre le Castres olympique (18-10).

### Inter-saison et transferts
Après de longs mois de négociations pour réorganiser le format de la Coupe d'Europe à la suite de protestations des clubs français et anglais sur les droits TV, un nouveau format fut officialisé.
Le championnat de France continue d'être attractif pour les étrangers. L'arrivée de joueurs provenant de hémisphère-sud continue, malgré la coupe du monde 2015. Ainsi l'Australien George Smith, ancien capitaine de l'Australie, est de retour en Top 14 après un passage au Japon et rejoint le Lyon OU. Le Sud-Africain Gio Aplon, meilleur joueur de l'année 2010 en Afrique du Sud, rejoint Grenoble. Le joueur australien des Brumbies, Ben Mowen, après avoir connu sa première sélection avec les Wallabies en 2013, devenant même capitaine en novembre, rejoint Montpellier. Leon Power, un autre joueur des Brumbies, rejoint Oyonnax. Alofa Alofa quitte les Waratahs, vainqueur de la saison 2014 de Super 15, pour rejoindre La Rochelle. Un autre Wallabies rejoint également le championnat de France : James O'Connor, en provenance des London Irish rejoint le RC Toulon : toutefois, en août, il est annoncé qu'il ne terminera pas la saison avec le Rugby club toulonnais afin de rejoindre une franchise australienne et se rendre éligible pour la Coupe du monde. Un champion du monde 2011, le All Blacks Corey Flynn rejoint Toulouse.
Des joueurs britanniques rejoignent également le championnat : les Gallois Leigh Halfpenny arrive à Toulon en provenance des Cardiff Blues, Jonathan Davies à Clermont, l'Anglais Toby Flood arrive au Stade toulousain pour remplacer Lionel Beauxis, parti à l'Union Bordeaux Bègles.
De nombreux transferts se produisent au sein même du championnat. Les internationaux français Brice Dulin et Antonie Claassen quitte le Castres olympique pour le Racing Métro 92. Ce dernier voit Benjamin Fall rejoindre Montpellier. Sébastien Vahaamahina quitte Perpignan pour l'ASM Clermont, tout comme Camille Lopez. Le Stade toulousain recrute Alexis Palisson, en provenance de Toulon, et Imanol Harinordoquy, qui quitte Biarritz.
Parmi les autres transferts importants, Sitiveni Sivivatu quitte Clermont pour le Castres olympique et Lee Byrne pour Newport Dragons, Gerhard Vosloo quitte Clermont pour rejoindre Toulon, tout comme Mamuka Gorgodze qui vient de Montpellier. L'ancien All Blacks Neemia Tialata rejoint Toulouse, en provenance de Bayonne.
Des changements se font également au niveau des entraîneurs : Vern Cotter quitte Clermont pour entraîner l'Écosse après huit années à la tête du club auvergnat. Franck Azéma devient entraîneur principal et des arrières et Jono Gibbes entraîneur des avants. Pierre-Henry Broncan, entraîneur des avants de Tarbes PR depuis 2012 arrive à l'Union Bordeaux Bègles pour renforcer le staff bordelais, prenant la charge du centre de formation. Franck Corrihons quitte le FC Grenoble après neuf ans au sein du club. Patricio Noriega, entraîneur des avants du Stade français, devient entraîneur principal de Bayonne, à la place de Christophe Deylaud et Christian Lanta.

### Nouvelles règles
- Changement du bonus défensif : Les équipes obtiennent le bonus défensif si elles perdent de 5 points ou moins (7 points ou moins auparavant)[17]. Pour les compétitions européennes, le critère reste 7 points ou moins. Ce changement cherche à revaloriser le bonus offensif face au bonus défensif, désormais plus difficile à obtenir, et à ajouter de l'enjeu à certaines fins de match.
- Suspension après 3 cartons : tout joueur qui aura reçu trois cartons jaunes dans la saison sera automatiquement suspendu un match. Ce changement cherche à réduire les fautes grossières dans le championnat[17].
- Temps limité pour buter : le buteur n'a plus que 60 secondes pour tirer une pénalité et 90 secondes pour une transformation. Ce changement cherche à favoriser le jeu et minimiser les temps morts[17].
- Les sanctions pour les commentaires jugés inappropriés sont alourdies et distinguent désormais les propos tenus au bord et en dehors d'un stade.

Aucune modification sur les règles de la phase de mêlée.

### Faits par journée

#### 1rejournée
Lors du match d'ouverture, le RC Toulon l'emporte à l'extérieur contre l'Aviron bayonnais 15-29. Bien plus puissants que leurs adversaires, les toulonnais parviennent à prendre le large grâce à deux essais de Mathieu Bastareaud et David Smith. Le lendemain (16 août), l'ASM Clermont bat le FC Grenoble à domicile 30-26 avec difficulté, dans un match marqué par cinq essais et de nombreuses fautes de main, dues à la reprise. Les surprises de la première journée sont les victoires à l'extérieur du Racing Métro 92 et du Stade français respectivement face au Montpellier HR (22-25) et au Castres olympique (16-19), qui remportent tout de même le bonus défensif,. Le CA Brive bat au Stade Amédée-Domenech le promu rochelais 37 à 15, avec le bonus offensif, et prend la première place au classement provisoire. À domicile, le Stade toulousain peine à s'imposer face à de valeureux Oyonnaxiens; la rencontre s'achève sur le score de 20-19. Les toulousain doivent en grande partie leur salut à Toby Flood, auteur des 20 points de son équipe (1 essai, 5 pénalités). Enfin, l'Union Bordeaux Bègles prend le meilleur 18-9 sur le Lyon OU dans un match sans essai, se résumant à un duel de buteurs.

#### 2ejournée

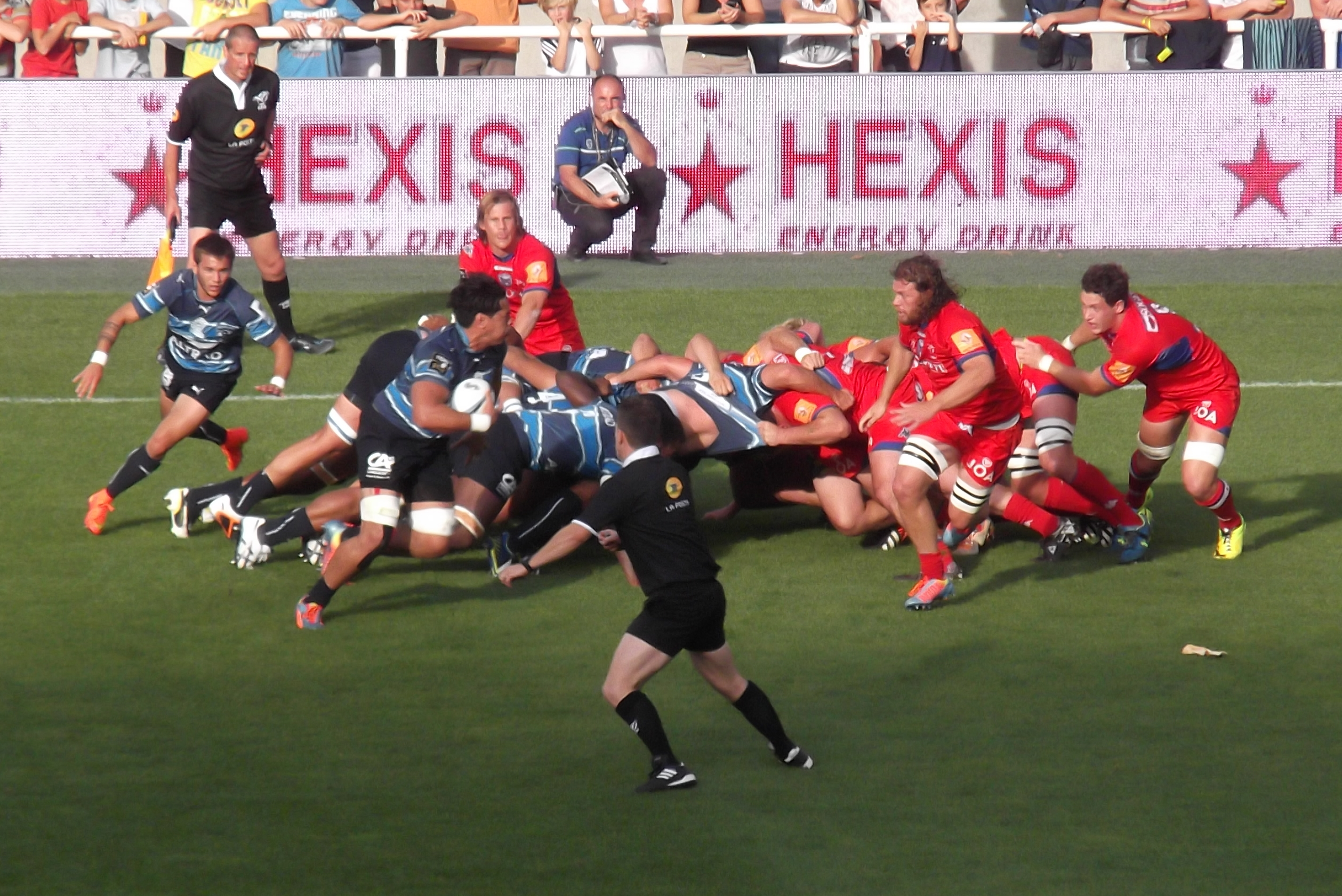
Montpellier HR - Grenoble, 20-17.

Vendredi 22 août, le Stade toulousain reçoit le vice-champion de France, le Castres olympique. Le match s'annonce serré, mais Toulouse, en bien meilleure forme que la semaine précédente, prend l'avantage et le bonus offensif grâce à quatre essais pour remporter la rencontre 35-6,. Le lendemain, l'ASM Clermont se déplace chez le leader briviste. Alors que le CA Brive est donné vainqueur, les auvergnats maîtrisent la rencontre et ramènent leur premier succès (21-6) à l'extérieur de cette saison,. Camille Lopez aura été l'un des grands artisans de la victoire des jaunes et bleus avec 18 points (5 pénalités et 1 drop). L'Union Bordeaux Bègles gagne à domicile contre le Racing Métro 92 sur le score de 30 à 21. Les Bayonnais, comme l'an passé, écrasent l'US Oyonnax au Stade Jean-Dauger avec cinq essais et le bonus offensif ; le score final est de 38-12. Le RC Toulon prend également le bonus offensif (60-19) contre le Stade rochelais, qui peine à démarrer sa saison. En inscrivant neuf essais, les varois prennent la première place du classement. Le Montpellier HR, défait la semaine passée à domicile, peine à s'imposer (20-17) face à de valeureux grenoblois qui ont, une fois encore, posés des problèmes à des grands du championnat. Les héraultais ne s'en sortent qu'avec une pénalité de Jonathan Pélissié à la sirène. Le Stade français connaît les mêmes difficultés pour venir à bout du promu lyonnais et ne gagne que par un écart de trois points (23-20).

#### 3ejournée

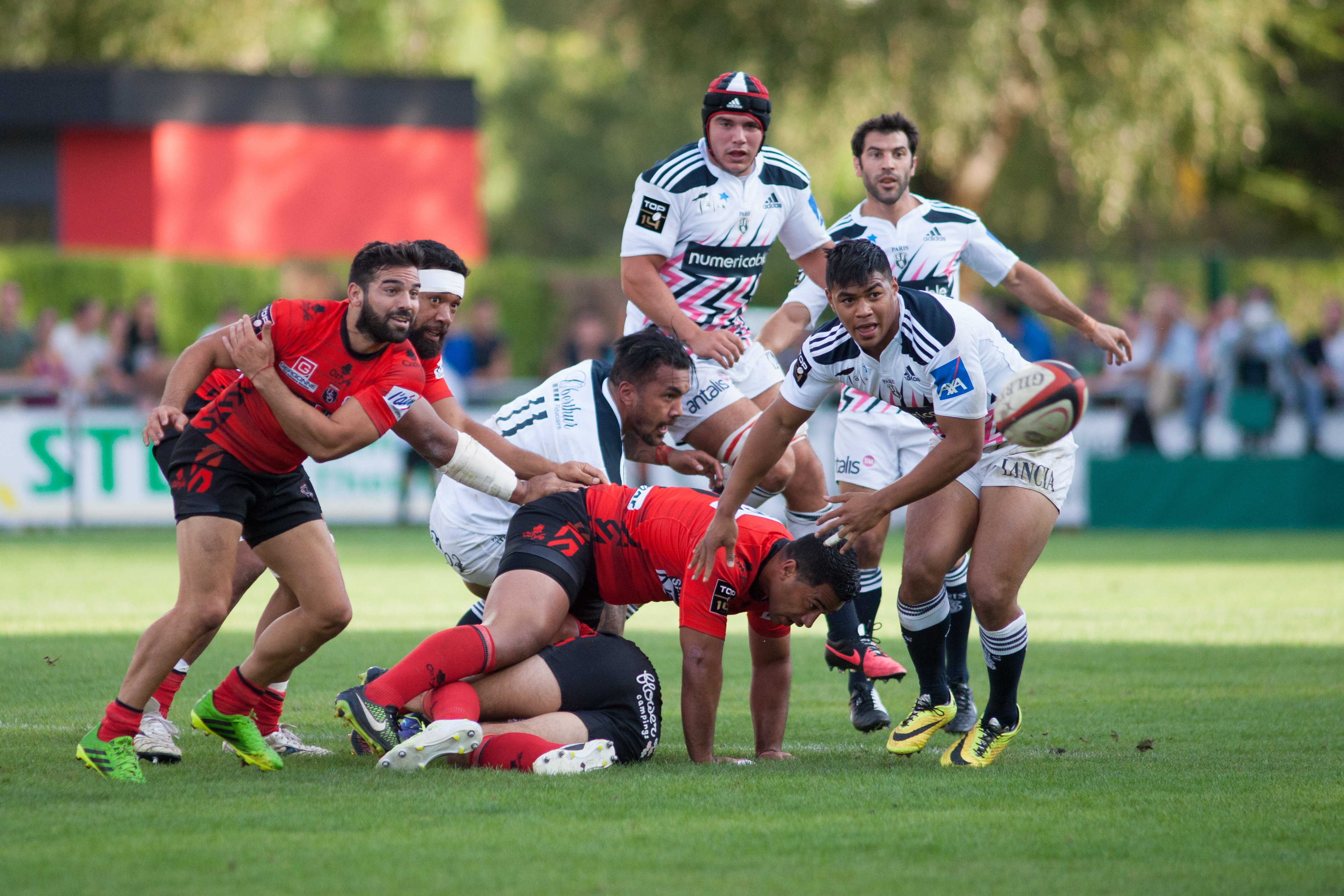
US Oyonnax-Stade français, 33-6.

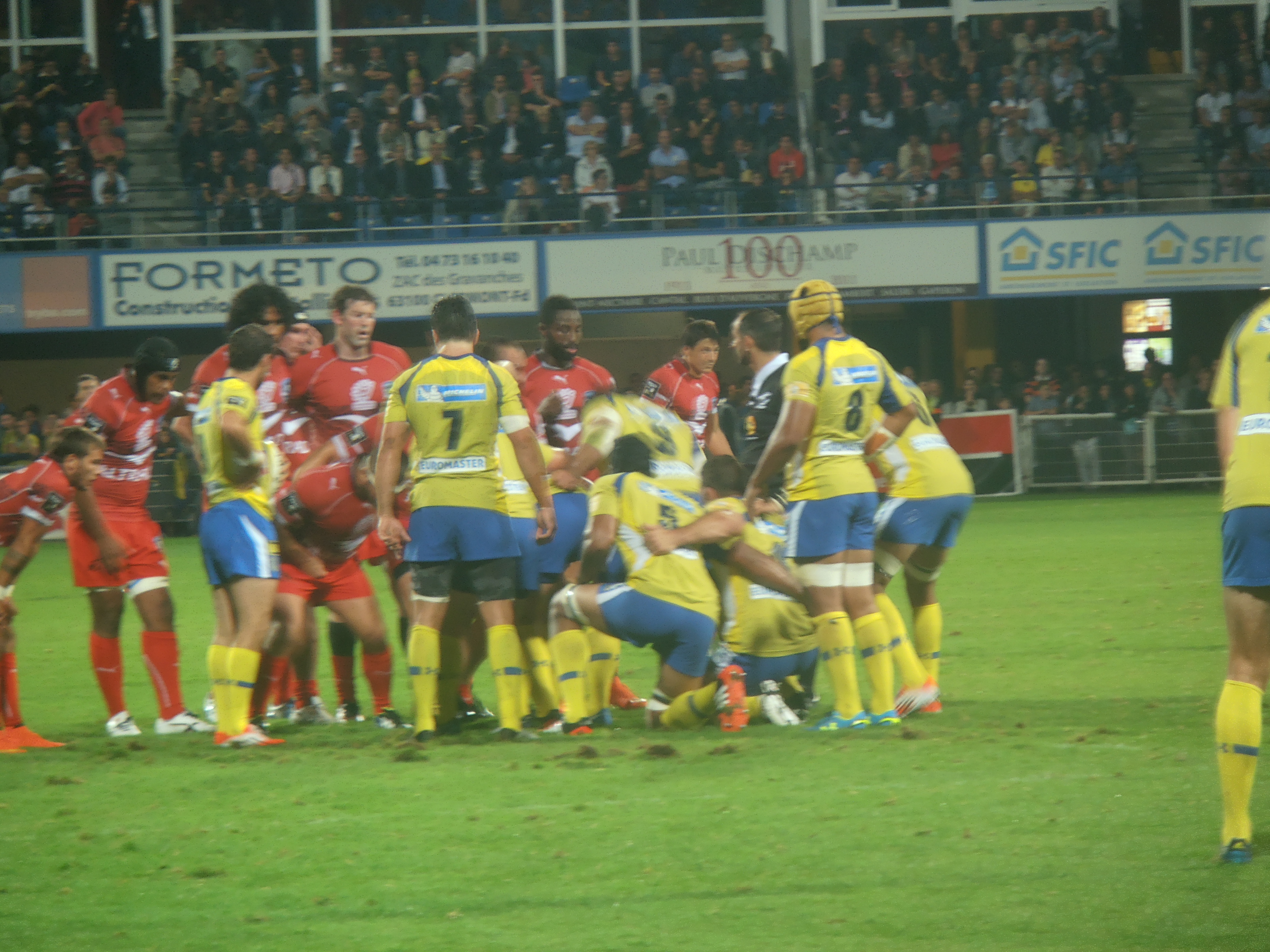
ASM Clermont-Montpellier HR, 20-21.

Cette 3e journée s'ouvre avec le match opposant l'ASM Clermont au Montpellier HR. Contre toute attente, alors que les auvergnats étaient donnés favoris en jouant à domicile, ce sont bien les héraultais qui vont prendre le meilleur sur des clermontois qui auront été considérablement gênés par la défense inversée des visiteurs. Portés par un François Trinh-Duc euphorique, auteur de 18 points (4 pénalités et 2 drops), Montpellier s'impose sur le score de 20-21, battant ainsi l'ASM pour la première fois de leur histoire au Stade Marcel-Michelin. Cette journée est également marquée par le premier succès de la saison du Stade rochelais contre le Stade toulousain (37-25). De son côté, le Castres olympique se rassure en gagnant avec bonus offensif contre des bayonnais trop limités offensivement (30-6). Le FC Grenoble, quant à lui, impressionne à domicile en battant l'Union Bordeaux Bègles avec bonus offensif (37-23). L'ailier grenoblois Alipate Ratini se distingue en signant un triplé. À souligner également les victoires probantes de l'US Oyonnax et du Lyon OU respectivement contre le Stade français (33-6) et contre le CA Brive (24-6). Enfin le Racing Métro 92 prend le meilleur sur le RC Toulon (17-10) dans un match tendu et serré.

#### 4ejournée
Lors du match d'ouverture, vendredi 5 septembre, le Montpellier HR confirme son exploit en Auvergne en s'imposant 43-10 face au Castres olympique dans son nouvel Altrad Stadium. Le lendemain, le CA Brive retrouve des couleurs en s'imposant à domicile face à toulousains bien décevants (26 à 19). L'ASM Clermont, défait la semaine dernière à domicile, se rachète en écrasant 32-6 le Racing Métro 92. Au Stade des Alpes, le FC Grenoble engrange son quatrième bonus en quatre matchs en venant à bout des rochelais (30-12) qui, quant à eux, concèdent pour la troisième fois de la saison plus de quatre essais d'écart. Le Lyon OU bat difficilement le voisin oyonnaxien (26-23). C'est également le cas du RC Toulon qui peine à vaincre de valeureux bordelais (18-13). Enfin, le Stade français glane le bonus offensif face à l'Aviron Bayonnais grâce à cinq essais, mais les basques repartent avec le bonus défensif grâce à cinq pénalités et deux transformations de leur ouvreur Blair Stewart. Le match s'achève sur le score de 34 à 29.

#### 5ejournée

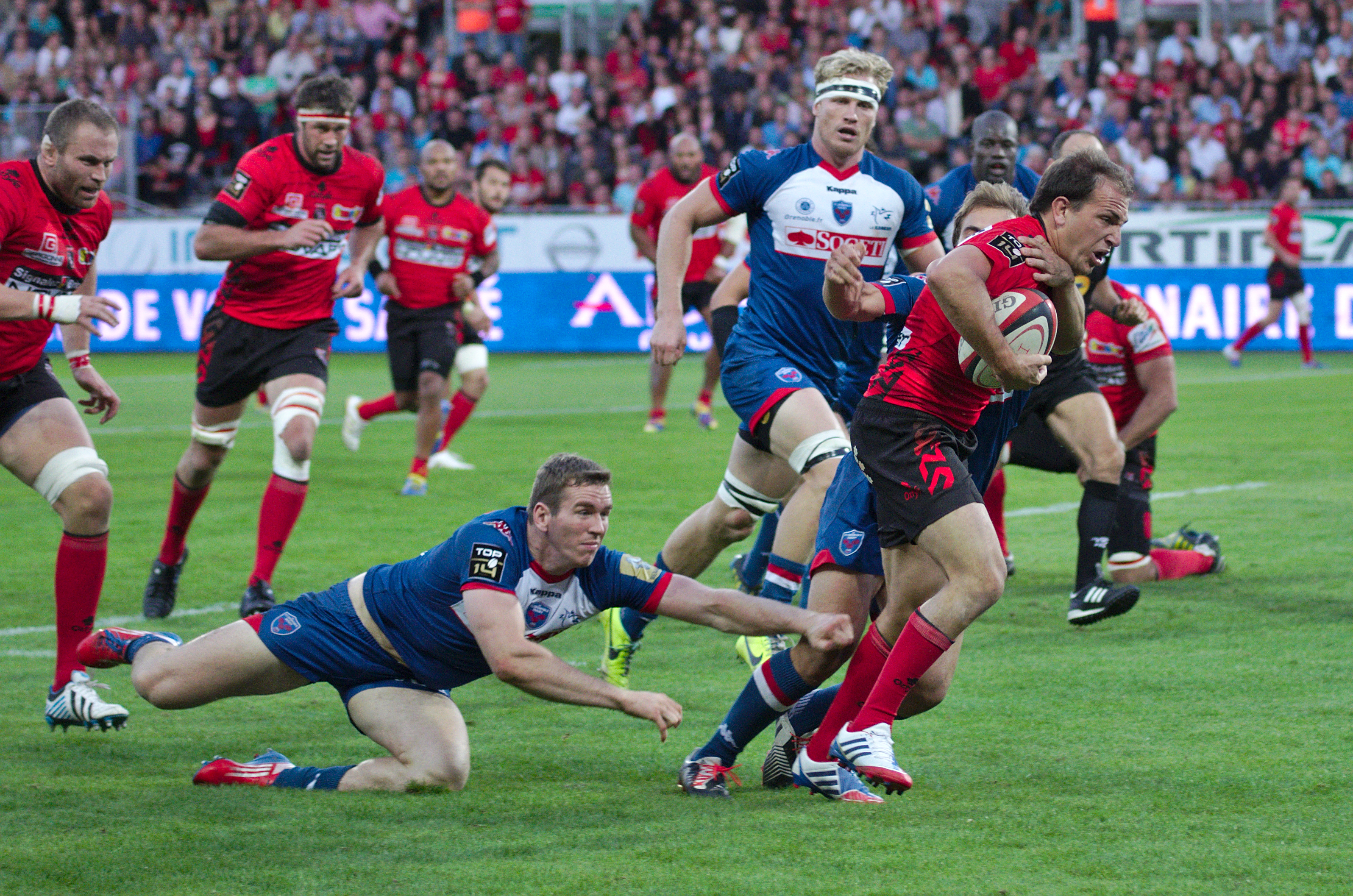
US Oyonnax-FC Grenoble, 40-27.

La cinquième journée débute par un match de bas de classement opposant le Stade rochelais au Castres olympique et, contre toute attente, ce sont les maritimes qui l'emportent face au vice-champion 41 à 16, grâce notamment à deux essais de Sireli Bobo. Les Tarnais plongent à la dernière place du classement à la suite de cette défaite. Autre large victoire, celle du Racing Métro 92 face au promu Lyonnais 28-11, bonus offensif à la clé. Le match rhône-alpin entre l'US Oyonnax et le FC Grenoble s'achève sur la victoire à domicile des hommes de Christophe Urios 40 à 27, lors d'un match très ouvert où sept essais ont été marqués. L'Aviron Bayonnais de son côté se rassure grâce à une victoire au Stade Jean-Dauger sur des brivistes très indiciplinés (23-6). Les deux gros coups de la journée sont réalisés par le Stade français et l'ASM Clermont, qui prennent les deux premières places du classement grâce à leur victoire à l'extérieur, respectivement face au RC Toulon (24-28) et au Stade toulousain (9-13). Des toulousains qui concède leur troisième défaite consécutive, ce qui ne s'était plus vu depuis la saison 1977-1978. Enfin, au terme d'un match équilibré au Stade Chaban-Delmas, l'Union Bordeaux Bègles prend le meilleur sur le Montpellier HR 27 à 21.

#### 6ejournée

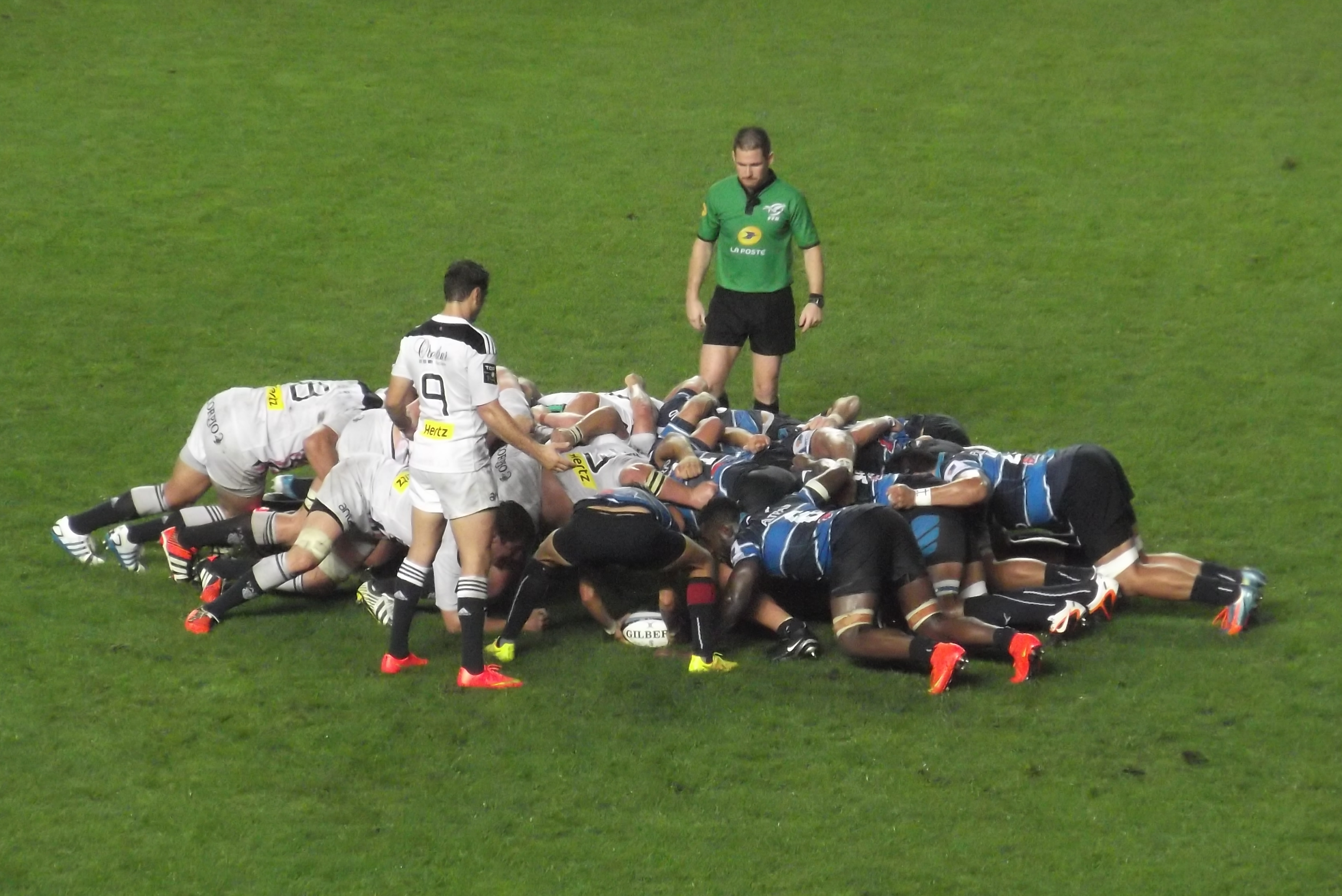
Montpellier HR - Stade français, 23-3.

La sixième journée commence par le match opposant le CA Brive au champion toulonnais. Et ce sont les Varois, battus à domicile la semaine dernière, qui s'imposent 13-53 en marquant huit essais et en empochant le bonus offensif,. Brive, de son côté, tombe à la dernière place du classement. Les racingmen, quant à eux, l'emportent 27 à 16 à Colombes contre un Stade toulousain qui essuie sa quatrième défaite consécutive. Le Castres olympique bat l'US Oyonnax à domicile (27-18) et engrange sa seconde victoire de la saison. L'ASM Clermont confirme sa bonne forme du moment en écrasant des lyonnais valeureux mais trop limités offensivement 43-12. Cette victoire bonifiée leur permet de conserver la première place du classement. Le FC Grenoble bat l'Aviron Bayonnais 24 à 15. L'Union Bordeaux Bègles met un terme à l'invincibilité rochelaise au Stade Marcel-Deflandre à la suite de leur victoire 26-29 acquise grâce à une excellente fin de match. Enfin, les montpelliérains battent le Stade français 23-3.

#### 7ejournée

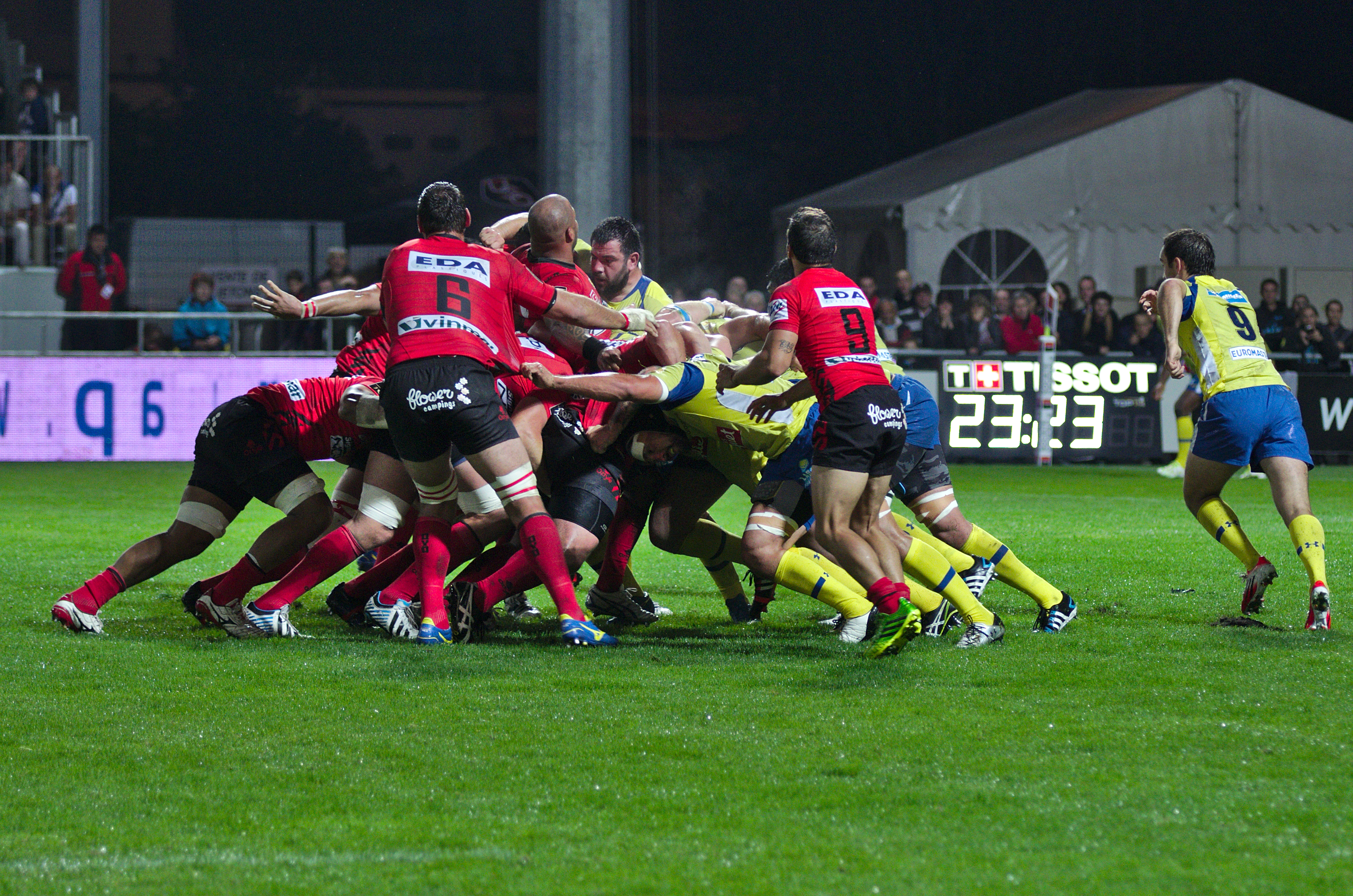
US Oyonnax-ASM Clermont, 8-19.

Le Stade toulousain enchaîne sa cinquième défaite d'affilée contre l'Aviron Bayonnais (35-19) dans un match ponctué par un arbitrage très peu cohérent, et plongent à l'avant-dernière place du classement à égalité de points avec la lanterne rouge Castres, qui s'est inclinée au Lyon OU sur le score de 28 à 18. Le choc de cette septième journée, la réception du Montpellier HR par le RC Toulon, tourne à l'avantage de ces derniers qui s'imposent 40-17 grâce notamment à 25 points (2 essais, 3 transformations et 3 pénalités) de l'Australien James O'Connor,. Lors d'un autre match très ouvert, le Stade français gagne largement au Stade Jean-Bouin 43 à 10 contre des rochelais qui, en quatre matchs à l'extérieur, ont déjà encaissé cette saison pas moins de 170 points. Les bordelais quittent les places qualificatives à cause de leur défaite 34-24 face au CA Brive qui retrouve des couleurs. Au terme d'un match serré, FC Grenoble bat le Racing Métro 92 27-25 au Stade des Alpes. Enfin, en clôture de cette journée, l'ASM Clermont remporte sa quatrième victoire consécutive dans le Haut-Bugey 19 à 8 face à des oyonnaxiens qui auront lutté jusqu'au bout mais qui ont fini par craquer sous la force collective des auvergnats qui conservent leur première place.

#### 8ejournée

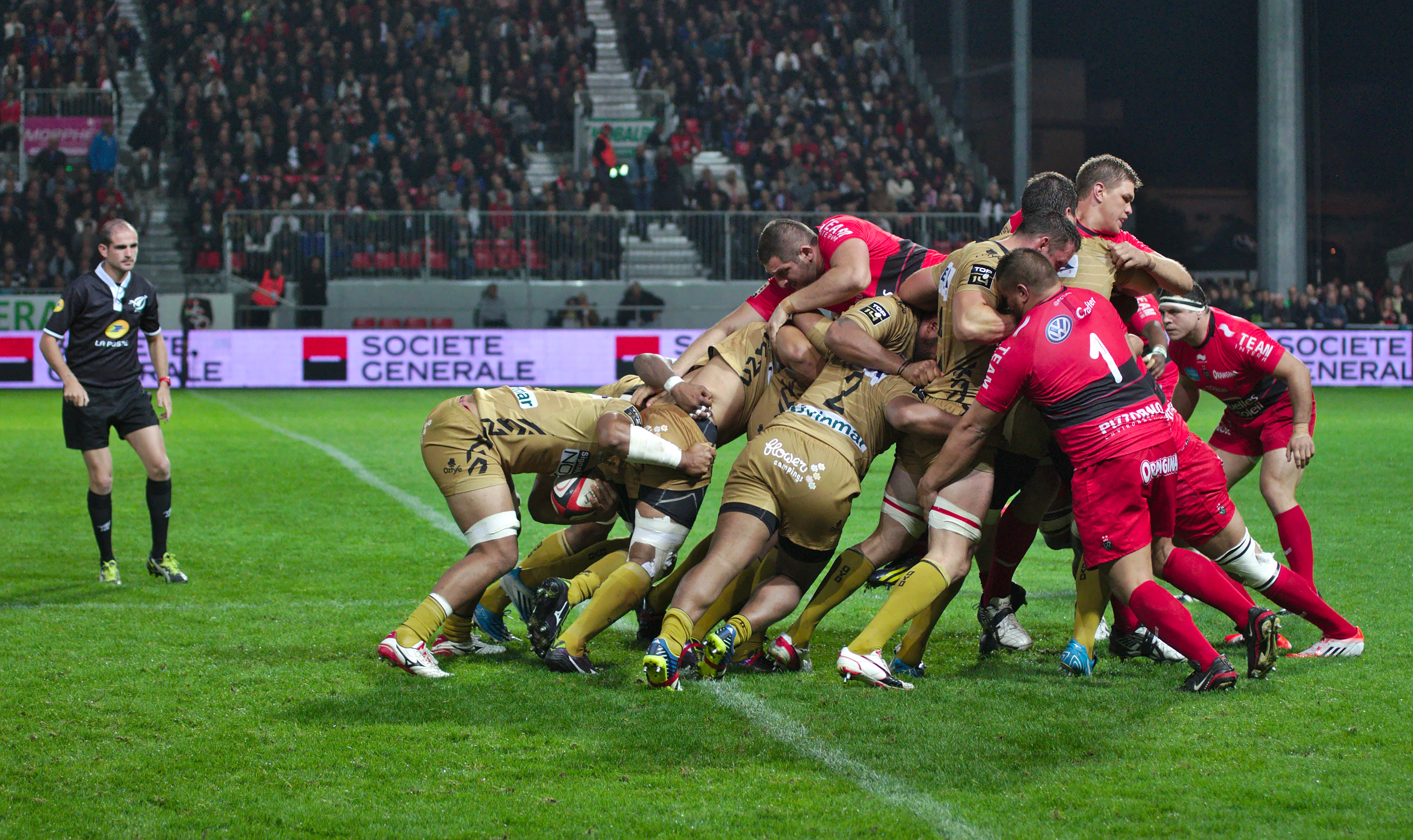
US Oyonnax-RC Toulon, 18-21.

Cette huitième journée s'ouvre sur le match opposant l'US Oyonnax au champion en titre, le RC Toulon. Les rhônalpins réalisent un bon match et mène même de quatre points à 10 minutes de la fin mais se sera trop peu pour battre les toulonnais, plus solides qui s'imposeront 18-21. Cette journée va être marquée par deux victoires à plus de 50 points : celle de l'Union Bordeaux Bègles et du Castres olympique qui s'imposent respectivement contre l'ASM Clermont sur le score de 51-21, et contre le FC Grenoble sur le résultat de 51-10. Autre large victoire : celle du Racing Métro 92 contre le CA Brive 46-32, dans un match spectaculaire où 11 essais auront été marqués. Dans les autres matchs, les montpelliérains s'imposent petitement au Stade Jean Dauger contre l'Aviron Bayonnais 10-15. Les rochelais, quant à eux, battent assez nettement le Lyon OU 29-10 et quittent le bas de classement. Enfin, dans le dernier match, le Stade toulousain s'impose pour la première fois depuis le mois d'août contre le Stade français sur le score de 22-10.

#### 9ejournée

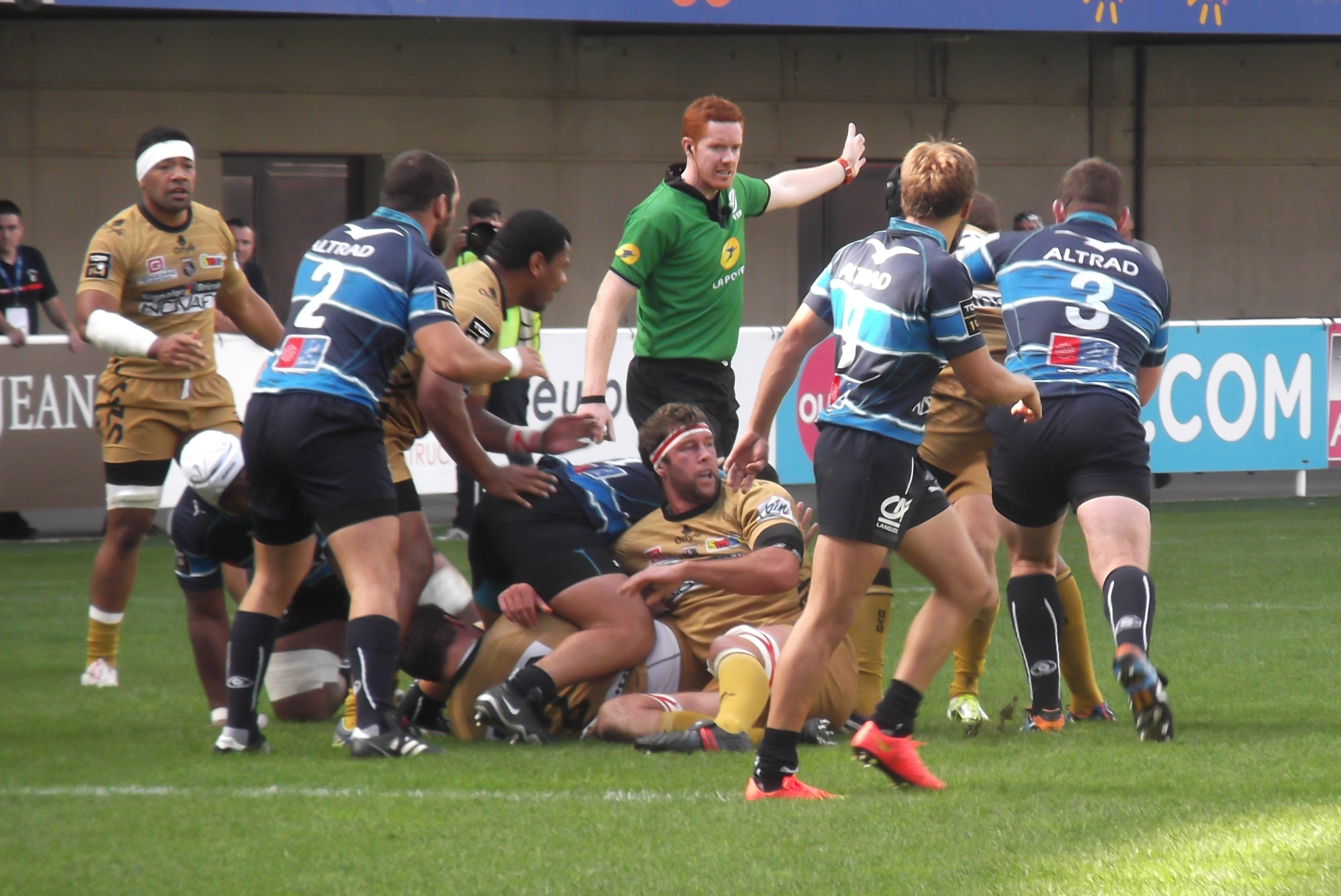
Montpellier HR-Oyonnax (25-9).

Vainqueur face au Stade rochelais (30-10), l'ASM Clermont reprend les commandes du Top 14 après la défaite de Toulon à Toulouse (21-10). Par cette victoire sur les toulonnais, le Stade toulousain s'éloigne un peu de la zone rouge. L'Union Bordeaux Bègles écrase le Castres olympique (59-7) et monte sur le podium. Le Stade français remporte le derby parisien face au Racing Métro 92 (23-19). Enfin, Grenoble bat Brive (26-25), le LOU bat l'Aviron Bayonnais (24-19) et Montpellier l'emporte face à Oyonnax (25-9).

#### 26ejournée
Toulon termine la saison régulière à la première place du championnat après sa victoire 46 à 17 sur Oyonnax et l'ASM Clermont finit deuxième du classement après sa victoire à l'extérieur 29 à 17 à Montpellier. Avec ces résultats, Toulon et Clermont assurent leurs places directement pour les demi-finales du championnat. Le Racing Métro 92 s'impose largement 53 à 10 au Stade Yves-du-Manoir face au Castres olympique et prend le point de bonus offensif, ce qui lui offre une place en barrage. L'Union Bordeaux Bègles échoue aux portes des barrages à la septième place après une défaite à Toulouse sur le score de 23 à 22 à cause d'une pénalité à 22 mètres en face aux poteaux loupée par Lionel Beauxis à la dernière minute de jeu. Ce résultat qualifie Oyonnax, sixième, en barrage pour la première fois de son histoire. Dans le bas de tableau, l'Aviron bayonnais bat le Stade rochelais avec bonus offensif 45 à 12 mais cela ne suffit pas à sauver les basques de la relégation, car dans le même temps Brive s'impose à domicile 27 à 0 avec le bonus offensif face au Stade français et Grenoble perd a Lyon 29 à 24 mais décroche un point de bonus défensif synonyme de maintien en Top 14. Après onze ans en première division, Bayonne, (13e) descend en Pro D2 accompagné du LOU (14e).

## Résultats détaillés

### Phase régulière

#### Tableau synthétique des résultats
L'équipe qui reçoit est indiquée dans la colonne de gauche.
| Clubs                 | BAY   | UBB   | CAB   | CAS   | CLE   | GRE   | LOU   | MHR   | USO   | SFR   | RAC   | ROC   | RCT   | TOU   |
| --------------------- | ----- | ----- | ----- | ----- | ----- | ----- | ----- | ----- | ----- | ----- | ----- | ----- | ----- | ----- |
| Aviron bayonnais      |       | 15-12 | 23-6  | 21-19 | 24-13 | 42-33 | 23-22 | 10-15 | 38-12 | 23-6  | 6-12  | 45-12 | 15-29 | 35-19 |
| Union Bordeaux Bègles | 38-20 |       | 46-10 | 59-7  | 51-21 | 34-16 | 18-9  | 27-21 | 26-23 | 22-23 | 30-21 | 21-22 | 28-23 | 20-21 |
| CA Brive              | 25-9  | 34-24 |       | 21-15 | 6-21  | 23-0  | 22-20 | 15-10 | 19-6  | 27-0  | 36-12 | 37-15 | 13-53 | 26-19 |
| Castres olympique     | 30-6  | 22-20 | 32-12 |       | 31-10 | 51-10 | 23-20 | 27-9  | 27-18 | 22-25 | 9-14  | 30-15 | 22-14 | 9-13  |
| ASM Clermont          | 28-16 | 31-23 | 44-20 | 19-10 |       | 30-26 | 43-12 | 20-21 | 10-11 | 51-9  | 32-6  | 30-10 | 22-19 | 24-6  |
| FC Grenoble           | 24-15 | 37-23 | 26-25 | 12-16 | 17-37 |       | 34-30 | 20-18 | 33-19 | 30-43 | 27-25 | 30-12 | 24-35 | 32-11 |
| Lyon OU               | 24-19 | 22-37 | 24-6  | 28-18 | 16-13 | 29-24 |       | 23-20 | 26-23 | 12-9  | 11-13 | 16-16 | 14-22 | 17-41 |
| Montpellier HR        | 33-16 | 34-24 | 10-25 | 43-10 | 17-29 | 20-17 | 45-17 |       | 25-9  | 23-3  | 16-19 | 15-15 | 16-12 | 23-20 |
| US Oyonnax            | 12-9  | 28-23 | 24-3  | 23-13 | 8-19  | 40-27 | 28-10 | 20-13 |       | 33-6  | 21-16 | 37-9  | 18-21 | 9-3   |
| Stade français        | 34-29 | 39-22 | 20-17 | 49-13 | 40-26 | 21-30 | 23-20 | 35-21 | 13-15 |       | 23-19 | 43-10 | 30-6  | 12-21 |
| Racing Métro 92       | 27-10 | 12-9  | 46-32 | 53-10 | 13-13 | 34-29 | 28-11 | 24-24 | 17-21 | 19-28 |       | 27-8  | 17-10 | 27-16 |
| Stade rochelais       | 19-19 | 26-29 | 19-12 | 41-16 | 16-12 | 19-15 | 29-10 | 21-15 | 35-20 | 19-19 | 18-18 |       | 32-29 | 37-25 |
| RC Toulon             | 24-17 | 18-13 | 34-11 | 37-21 | 27-19 | 61-28 | 30-6  | 40-17 | 46-17 | 24-28 | 32-23 | 60-19 |       | 24-34 |
| Stade toulousain      | 20-17 | 23-22 | 67-19 | 35-6  | 9-13  | 22-25 | 23-20 | 18-13 | 20-19 | 22-10 | 15-9  | 29-26 | 21-10 |       |

|  | Victoire à domicile |  | Match nul |  | Défaite à domicile |

#### Détail des résultats
Les points marqués par chaque équipe sont inscrits dans les colonnes centrales (3-4) alors que les essais marqués sont donnés dans les colonnes latérales (1-6). Les points de bonus sont symbolisés par une bordure bleue pour les bonus offensifs (trois essais de plus que l'adversaire), orange pour les bonus défensifs (défaite par moins de cinq points d'écart), rouge si les deux bonus sont cumulés.

#### Évolution du classement
| Club                  | 1  | 2  | 3  | 4  | 5  | 6  | 7  | 8  | 9  | 10 | 11 | 12 | 13 | 14 | 15 | 16 | 17 | 18 | 19 | 20 | 21 | 22 | 23 | 24 | 25 | 26 |
| --------------------- | -- | -- | -- | -- | -- | -- | -- | -- | -- | -- | -- | -- | -- | -- | -- | -- | -- | -- | -- | -- | -- | -- | -- | -- | -- | -- |
| Aviron bayonnais      | 13 | 6  | 13 | 13 | 10 | 10 | 8  | 8  | 10 | 9  | 10 | 10 | 9  | 10 | 13 | 10 | 12 | 10 | 10 | 10 | 11 | 13 | 13 | 13 | 13 | 13 |
| Union Bordeaux Bègles | 3  | 4  | 5  | 8  | 5  | 4  | 7  | 5  | 3  | 4  | 6  | 6  | 7  | 5  | 6  | 5  | 6  | 6  | 7  | 8  | 9  | 9  | 8  | 8  | 6  | 7  |
| CA Brive              | 1  | 7  | 12 | 9  | 12 | 14 | 10 | 13 | 13 | 11 | 9  | 11 | 10 | 11 | 9  | 12 | 10 | 11 | 12 | 11 | 12 | 11 | 10 | 10 | 12 | 10 |
| Castres olympique     | 9  | 13 | 10 | 12 | 14 | 12 | 14 | 10 | 12 | 14 | 13 | 14 | 14 | 14 | 12 | 13 | 14 | 14 | 14 | 14 | 13 | 12 | 12 | 12 | 10 | 12 |
| ASM Clermont          | 4  | 3  | 4  | 2  | 1  | 1  | 1  | 2  | 1  | 2  | 1  | 2  | 2  | 3  | 1  | 1  | 3  | 1  | 2  | 2  | 2  | 2  | 2  | 2  | 2  | 2  |
| FC Grenoble           | 11 | 10 | 8  | 5  | 7  | 7  | 4  | 7  | 6  | 7  | 5  | 5  | 5  | 6  | 5  | 6  | 8  | 7  | 8  | 6  | 8  | 8  | 11 | 11 | 11 | 11 |
| Lyon OU               | 12 | 11 | 11 | 7  | 11 | 13 | 9  | 12 | 9  | 12 | 14 | 12 | 12 | 12 | 10 | 11 | 11 | 13 | 13 | 13 | 14 | 14 | 14 | 14 | 14 | 14 |
| Montpellier HR        | 10 | 8  | 3  | 1  | 4  | 3  | 5  | 4  | 4  | 5  | 8  | 8  | 6  | 8  | 7  | 8  | 7  | 9  | 9  | 9  | 7  | 7  | 7  | 7  | 8  | 8  |
| US Oyonnax            | 8  | 12 | 9  | 11 | 8  | 8  | 11 | 14 | 14 | 13 | 11 | 9  | 11 | 9  | 11 | 9  | 9  | 8  | 5  | 7  | 6  | 6  | 6  | 5  | 5  | 6  |
| Stade français        | 5  | 5  | 7  | 4  | 2  | 6  | 3  | 6  | 5  | 3  | 3  | 3  | 3  | 1  | 2  | 2  | 1  | 3  | 3  | 3  | 3  | 3  | 4  | 4  | 3  | 4  |
| Racing Métro 92       | 6  | 9  | 6  | 10 | 6  | 5  | 5  | 3  | 7  | 6  | 4  | 4  | 4  | 4  | 4  | 4  | 4  | 4  | 4  | 4  | 4  | 4  | 5  | 6  | 7  | 5  |
| Stade rochelais       | 14 | 14 | 14 | 14 | 13 | 12 | 12 | 9  | 11 | 10 | 12 | 13 | 13 | 13 | 14 | 14 | 13 | 12 | 11 | 12 | 10 | 10 | 9  | 9  | 9  | 9  |
| RC Toulon             | 2  | 1  | 1  | 3  | 3  | 2  | 2  | 1  | 2  | 1  | 2  | 1  | 1  | 2  | 3  | 3  | 2  | 2  | 1  | 1  | 1  | 1  | 1  | 1  | 1  | 1  |
| Stade toulousain      | 7  | 2  | 2  | 6  | 9  | 9  | 13 | 11 | 8  | 8  | 7  | 7  | 8  | 7  | 8  | 7  | 5  | 5  | 6  | 5  | 5  | 5  | 3  | 3  | 4  | 3  |

### Phase finale

#### Barrage
| 29 mai 2015 21h00 Rapport | Stade français Paris | 38–15 (17–7) | Racing Metro 92                                                                                       | Stade Jean-Bouin, Paris Arbitre : Romain Poite |
| 29 mai 2015 21h00 Rapport | Essai(s) : Waisea (9e), de pénalité (34e) Transformation(s) : Steyn (9e, 34e) Pénalité(s) : Steyn (24e, 43e, 52e, 58e, 62e, 71e, 77e, 80e) |              | Essai(s) : Machenaud (40e), Roberts (67e) Transformation(s) : Sexton (40e) Pénalité(s) : Sexton (47e) | Stade Jean-Bouin, Paris Arbitre : Romain Poite |
| 29 mai 2015 21h00 Rapport | |              | | Stade Jean-Bouin, Paris Arbitre : Romain Poite |

| 30 mai 2015 16h30 Rapport | Stade toulousain                                                     | 20 – 19 (9 – 10) | US Oyonnax | Stade Ernest-Wallon, Toulouse Arbitre : Jérôme Garcès |
| 30 mai 2015 16h30 Rapport | Essai(s) : Baille (74e) Pénalité(s) : Flood (7e, 12e, 29e, 54e, 61e) |                  | Essai(s) : Paea (38e) Transformation(s) : Urdapilleta (38e) Pénalité(s) : Urdapilleta (15e, 45e, 50e, 70e) Carton(s) jaune(s) : Fabien_Cibray (29e) | Stade Ernest-Wallon, Toulouse Arbitre : Jérôme Garcès |
| 30 mai 2015 16h30 Rapport |                                                                      |                  | | Stade Ernest-Wallon, Toulouse Arbitre : Jérôme Garcès |

#### Demi-finales
| 5 juin 2015 21h00 | RC Toulon                                                                                             | 16–33 (13–20) | Stade français Paris | Nouveau stade de Bordeaux , Bordeaux Arbitre : Mathieu Raynal |
| 5 juin 2015 21h00 | Essai(s) : Mitchell (5e) Transformation(s) : Halfpenny (6e) Pénalité(s) : Halfpenny 3 (12e, 33e, 46e) |               | Essai(s) : Lakafia (24e), Burban (39e), Arias (80e) Transformation(s) : Steyn 3 (25e, 40e, 80e) Pénalité(s) : Steyn 4 (9e, 21e, 58e, 71e) | Nouveau stade de Bordeaux , Bordeaux Arbitre : Mathieu Raynal |
| 5 juin 2015 21h00 | |               | | Nouveau stade de Bordeaux , Bordeaux Arbitre : Mathieu Raynal |

| 6 juin 2015 16h30 | ASM Clermont                                                                 | 18 – 14 (9 – 6) | Stade toulousain                                                  | Nouveau stade de Bordeaux , Bordeaux Arbitre : Alexandre Ruiz |
| 6 juin 2015 16h30 | Pénalité(s) : Parra 4 (5e, 17e, 32e, 51e), James (72e) Drop(s) : James (76e) |                 | Essai(s) : Médard (46e) Pénalité(s) : McAlister 3 (11e, 36e, 64e) | Nouveau stade de Bordeaux , Bordeaux Arbitre : Alexandre Ruiz |
| 6 juin 2015 16h30 |                                                                              |                 |                                                                   | Nouveau stade de Bordeaux , Bordeaux Arbitre : Alexandre Ruiz |

#### Finale
(mt : 9 – 3)
Points marqués :
- Stade français Paris : 4 pénalités de Steyn (14e, 21e, 28e, 79e)
- ASM Clermont : 2 pénalités de Lopez (38e) et James (61e)

Évolution du score : 3-0, 6-0, 9-0, 9-3, 9-6, 12-6
Arbitre : Pascal Gaüzère
Résumé : La finale débute dans un climat tendu entre les deux clubs où aucune équipe n'arrive à prendre le pas sur l'autre. Les deux finalistes s'en remettent donc à leur buteurs : côté clermontois Camille Lopez et Brock James passent une pénalité chacun et côté parisien Morné Steyn réalise un sans faute et permet à son équipe de l'emporter sur le score de 12 à 6. Avec ce succès le Stade français soulève le Bouclier de Brennus 8 ans après leur dernier sacre.
| Stade français Paris · Titulaires · 67e Djibril Camara 15 · Julien Arias 14 · 78e Waisea Nayacalevu 13 · Jonathan Danty 12 · Jérémy Sinzelle 11 · Morné Steyn 10 · 69e Julien Dupuy 9 · Sergio Parisse 8 · Raphaël Lakafia 7 · 65e Antoine Burban 6 · Alexandre Flanquart 5 · 26e Hugh Pyle 4 · Rabah Slimani 3 · 56e Rémy Bonfils 2 · 62e Hendrik Schalk Van der Merwe 1 · Remplaçants · 26e Pascal Papé 16 · 56e Laurent Sempéré 17 · 62e Sakaria Taulafo 18 · 65e Jono Ross 19 · 67e Geoffrey Doumayrou 20 · 69e Jérôme Fillol 21 · 78e Meyer Bosman 22 · Entraîneurs · Gonzalo Quesada, Simon Raiwalui, Jean-Frédéric Dubois, Adrien Buononato |  | ASM Clermont · Titulaires · Nick Abendanon 15 · Jean-Marcellin Buttin 14 · Aurélien Rougerie 13 · 69e Benson Stanley 12 · Napoleoni Vonwale Nalaga 11 · 51e Camille Lopez 10 · 69e (cap.) Morgan Parra 9 · Fritz Lee 8 · 69e 14e à 24e Julien Bardy 7 · Damien Chouly 6 · Sébastien Vahaamahina 5 · 51e Paul Jedrasiak 4 · 73e Davit Zirakashvili 3 · 20e John Ulugia 2 · 73e Thomas Domingo 1 · Remplaçants · 20e Benjamin Kayser 16 · 51e Julien Pierre 17 · 51e Brock James 18 · 69e Alexandre Lapandry 19 · 69e Ludovic Radosavljevic 20 · 69e Mike Delany 21 · 73e Raphaël Chaume 22 · 73e Clément Ric 23 · Entraîneurs · Franck Azéma, Jono Gibbes, Xavier Sadourny |

## Statistiques

### Meilleur réalisateur

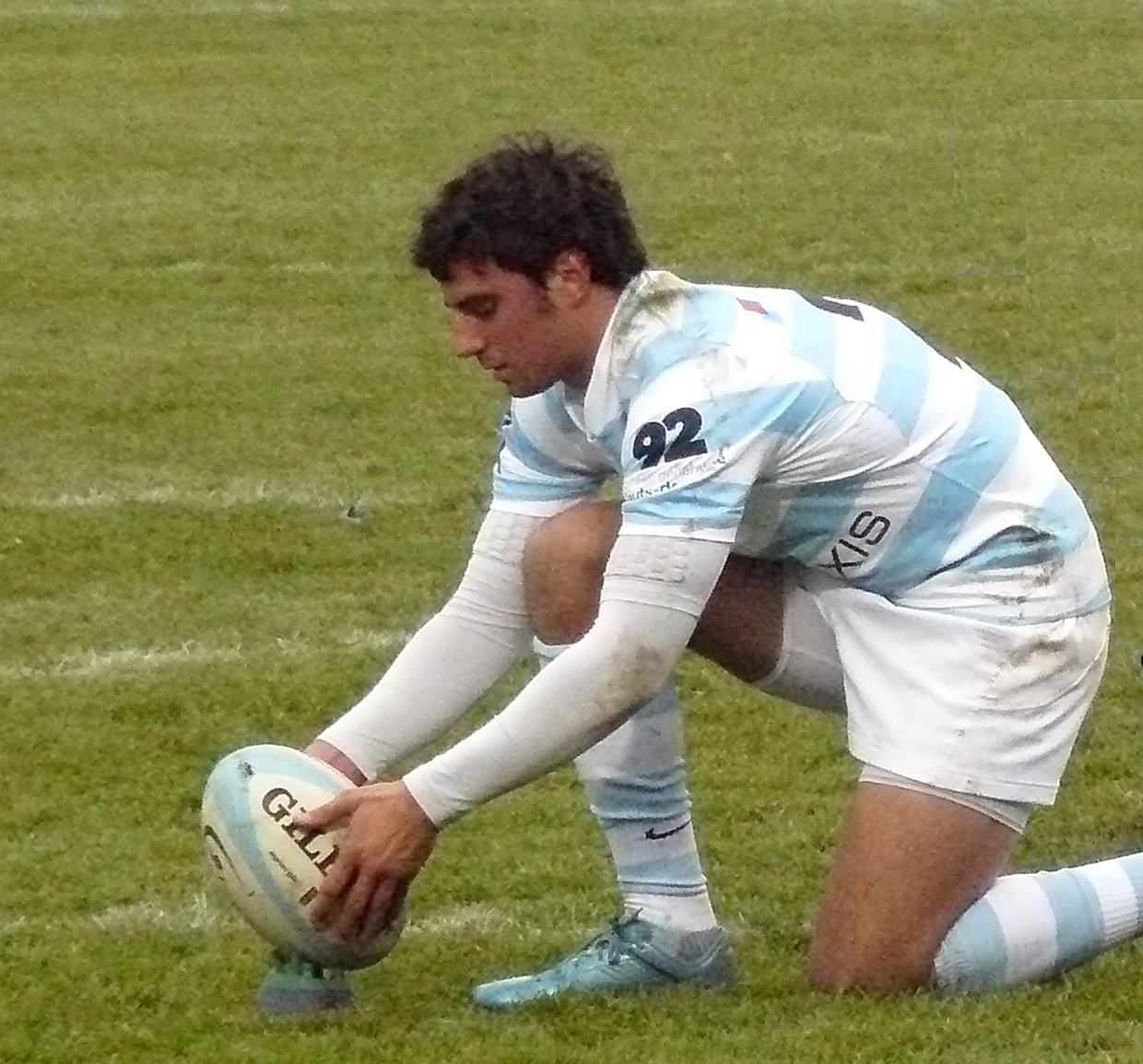
Jonathan Wisniewski (Grenoble)
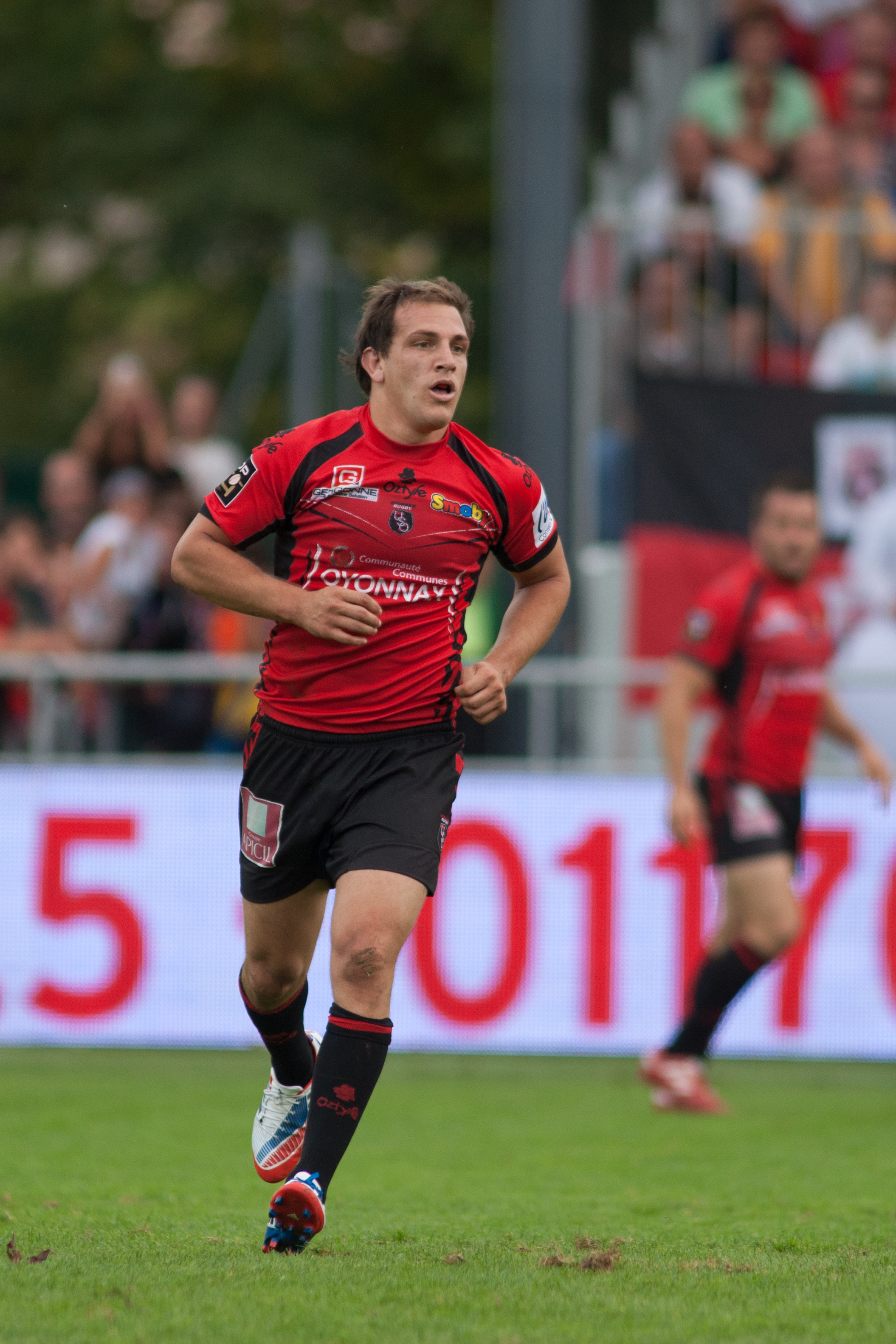
Benjamín Urdapilleta (Oyonnax)
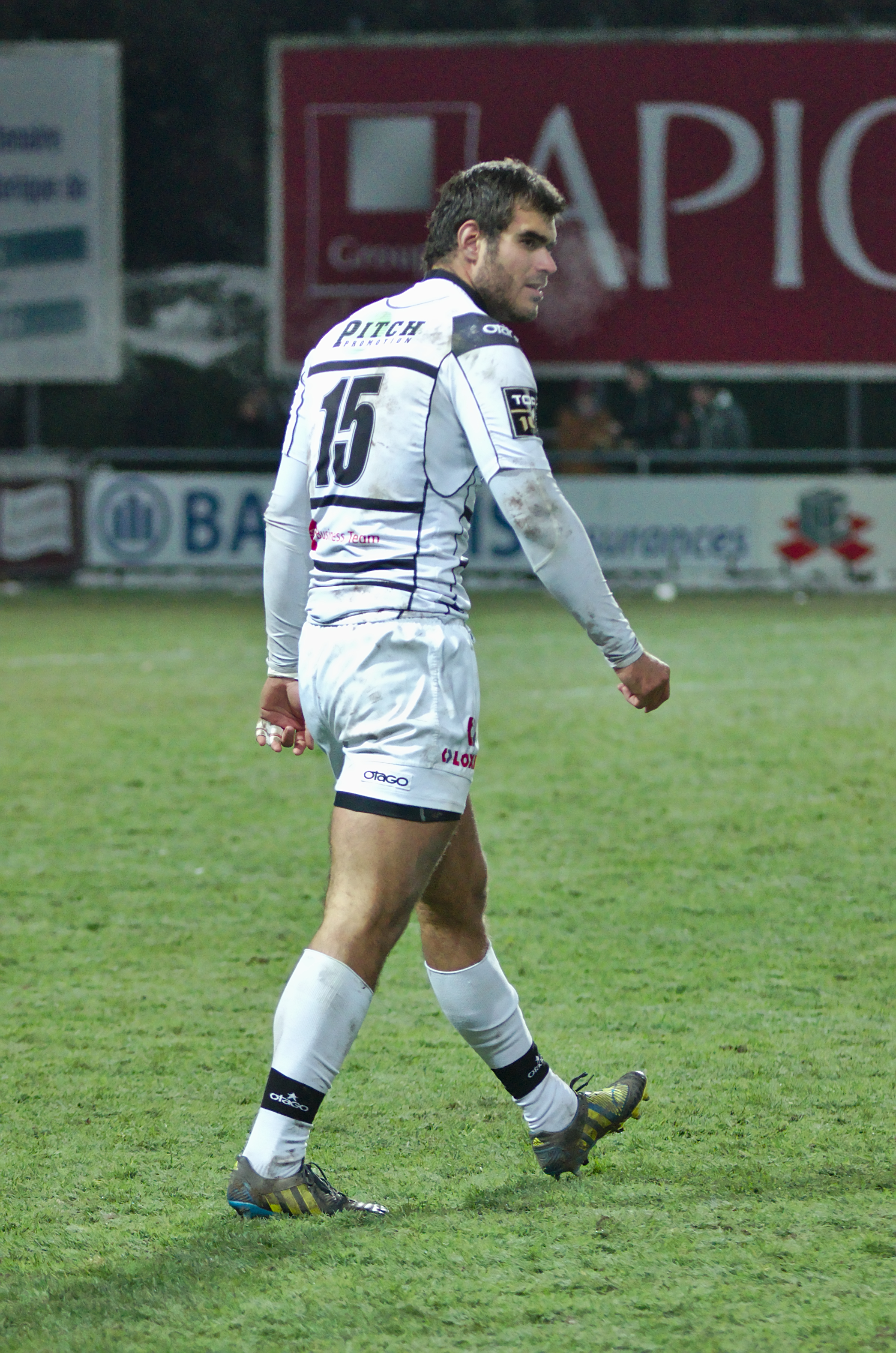
Gaëtan Germain (Brive)
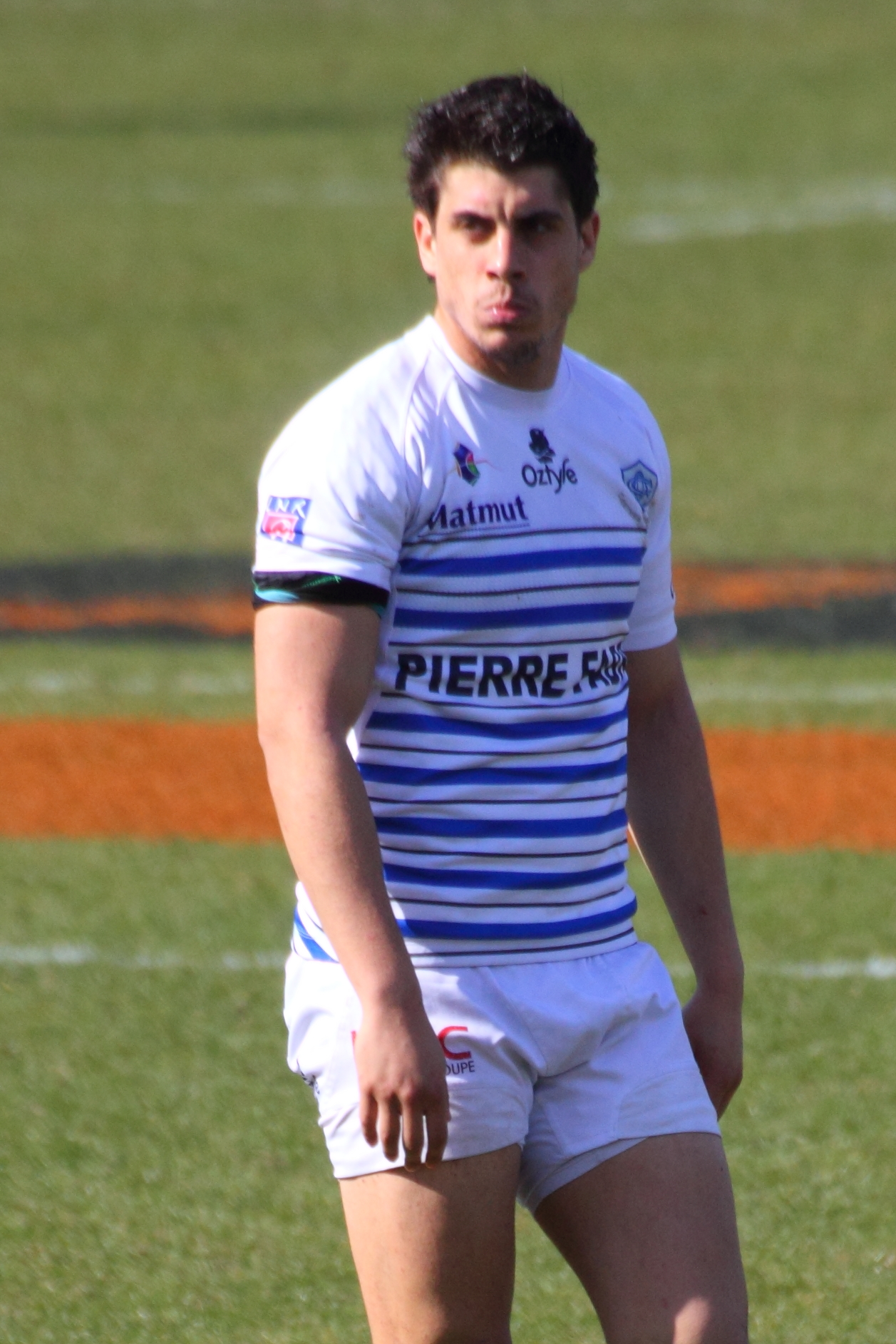
Pierre Bernard (Bordeaux)
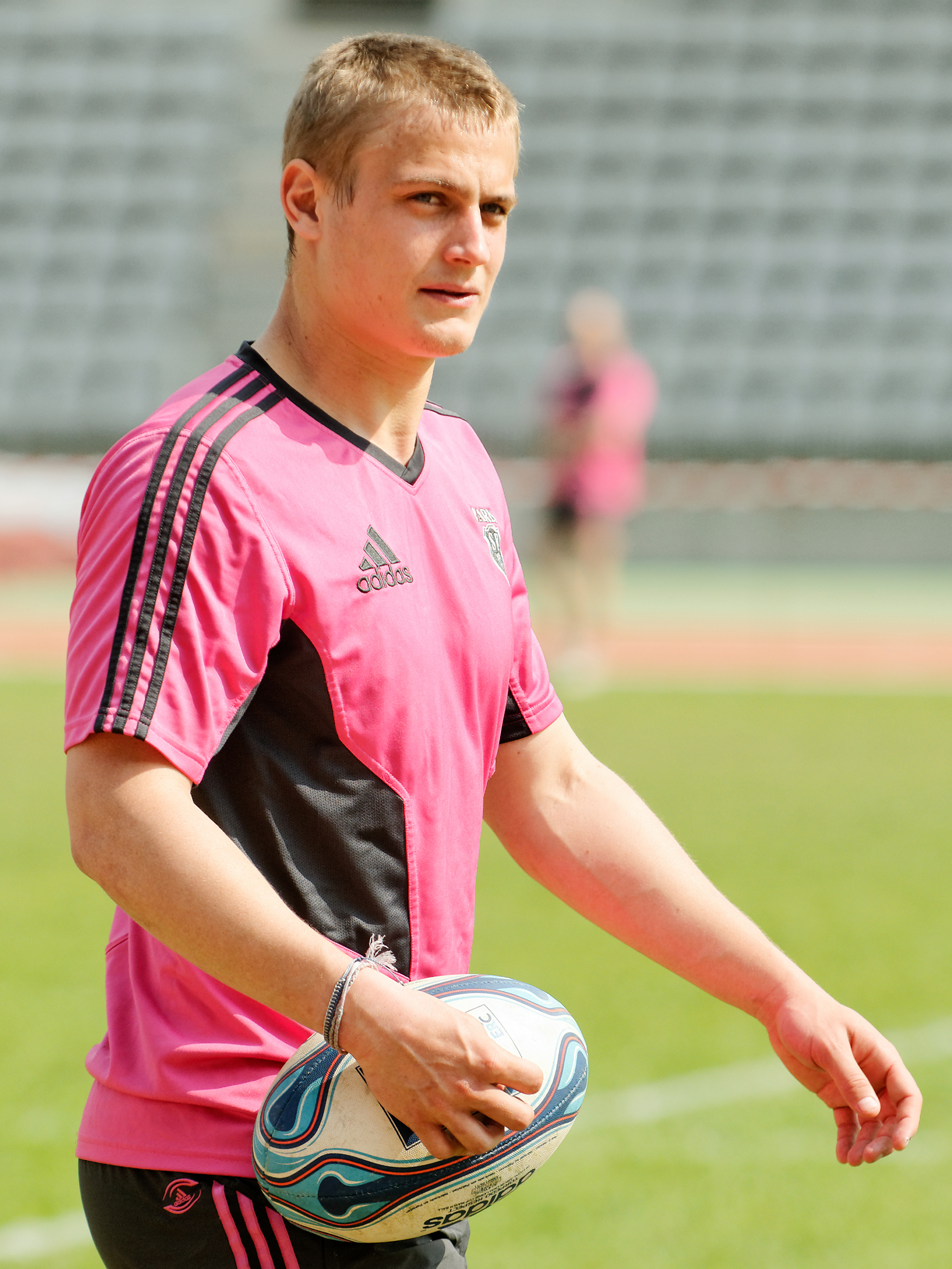
Jules Plisson (Stade français)

| Rang | Joueur               | Club                  | Poste            | Points | Essais | Transf. | Pén. | Drops |
| ---- | -------------------- | --------------------- | ---------------- | ------ | ------ | ------- | ---- | ----- |
| 1    | Jonathan Wisniewski  | FC Grenoble           | Demi d'ouverture | 339    | 1      | 38      | 81   | 5     |
| 2    | Benjamin Urdapilleta | US Oyonnax            | Demi d'ouverture | 311    | 2      | 20      | 84   | 3     |
| 3    | Gaëtan Germain       | CA Brive              | Arrière          | 285    | 2      | 28      | 73   | 0     |
| 4    | Pierre Bernard       | Union Bordeaux Bègles | Demi d'ouverture | 239    | 2      | 26      | 54   | 4     |
| 5    | Jules Plisson        | Stade français        | Demi d'ouverture | 183    | 0      | 24      | 41   | 4     |
| 6    | Toby Flood           | Stade toulousain      | Demi d'ouverture | 177    | 4      | 23      | 37   | 0     |
| 7    | Rory Kockott         | Castres olympique     | Demi de mêlée    | 159    | 5      | 22      | 29   | 1     |
| 8    | Martín Bustos Moyano | Aviron bayonnais      | Ailier / Arrière | 155    | 4      | 15      | 35   | 0     |
| 9    | Maxime Machenaud     | Racing Métro 92       | Demi de Mêlée    | 151    | 7      | 13      | 30   | 0     |
| 10   | Brock James          | ASM Clermont          | Demi d'ouverture | 145    | 0      | 17      | 36   | 1     |

### Meilleur marqueur

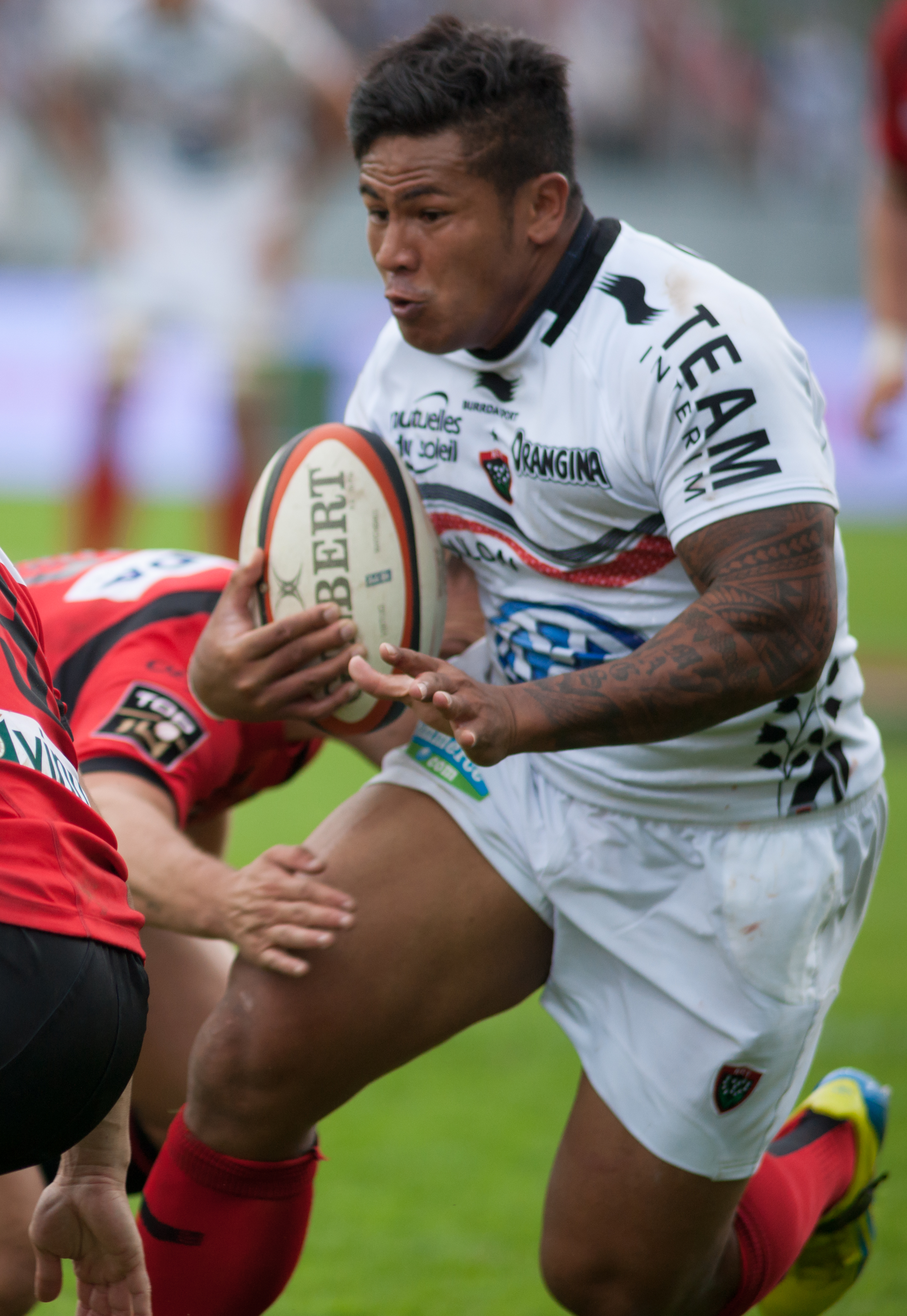
David Smith (Toulon)
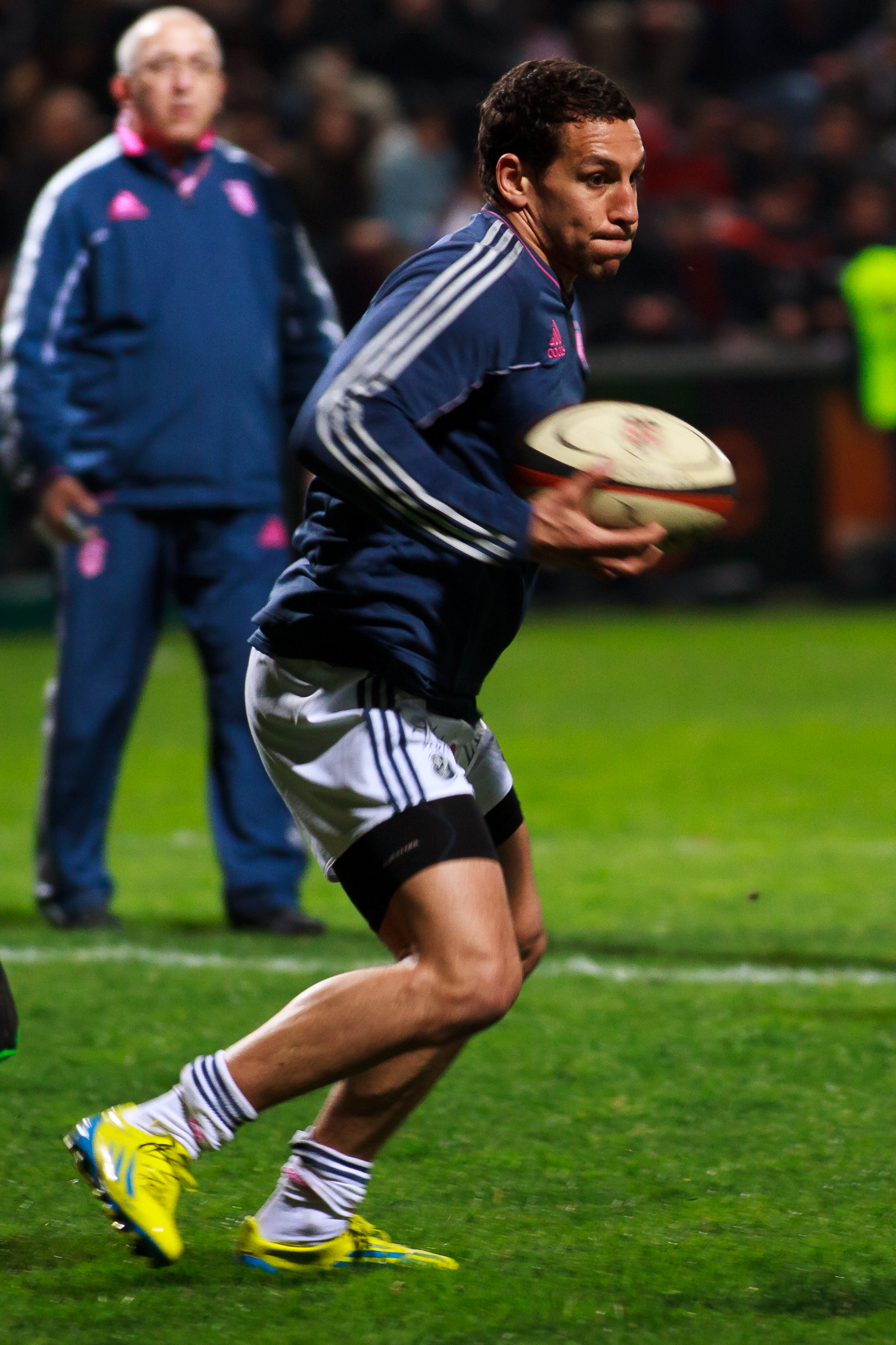
Julien Arias (Stade francais)
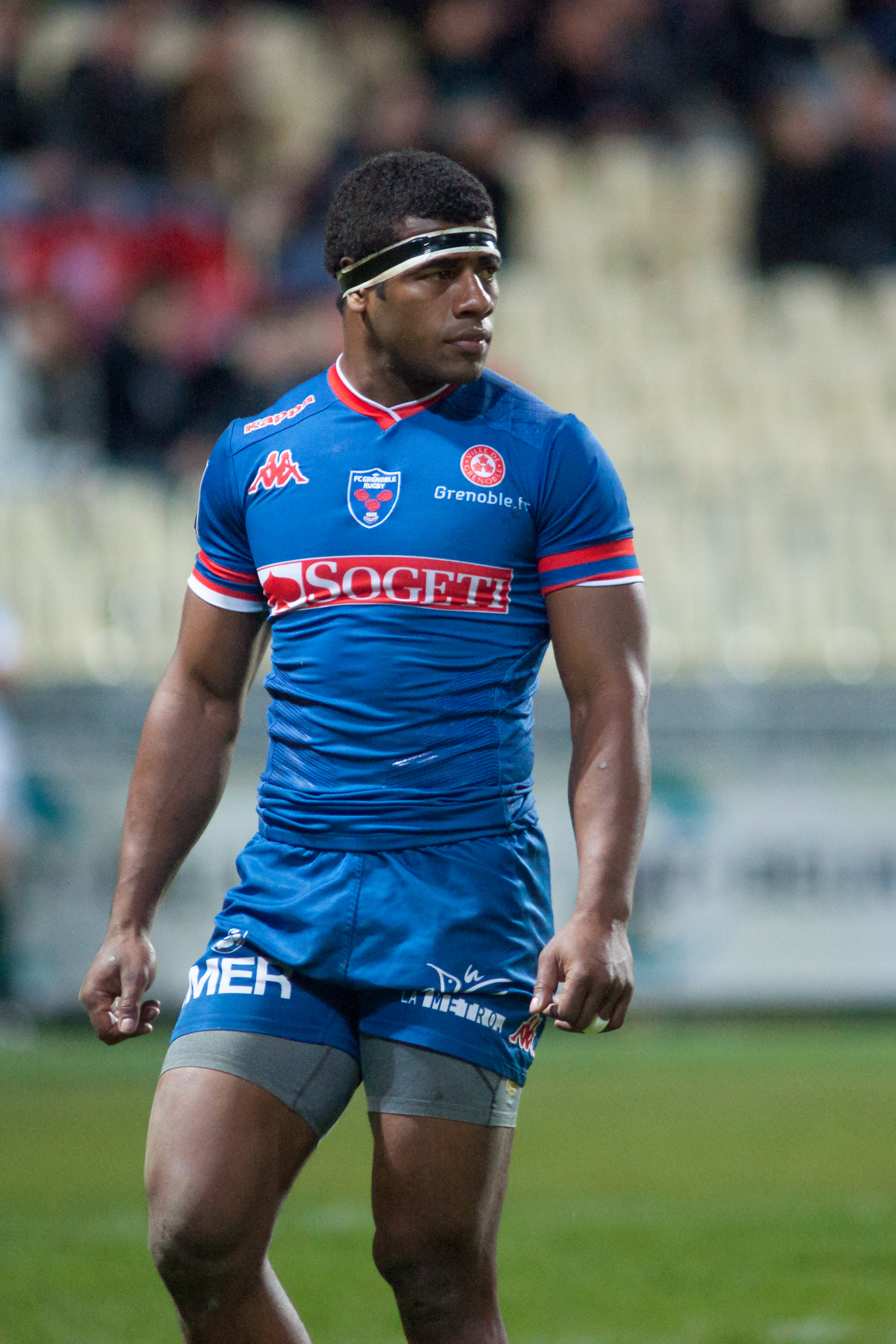
Alipate Ratini (Grenoble)
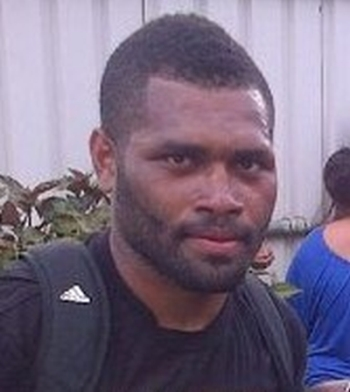
Metuisela Talebula (Bordeaux Bègles)
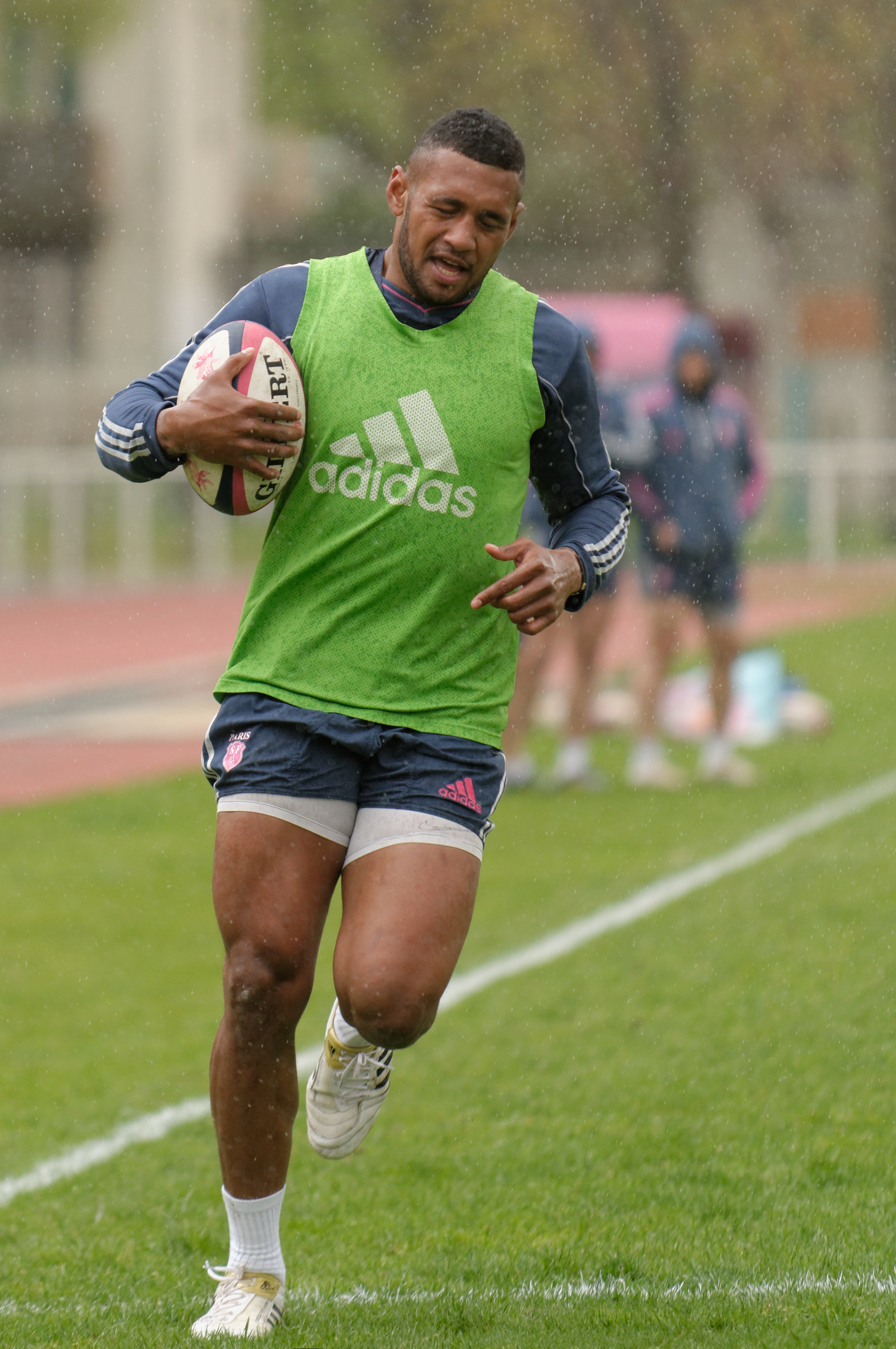
Waisea (Stade francais)
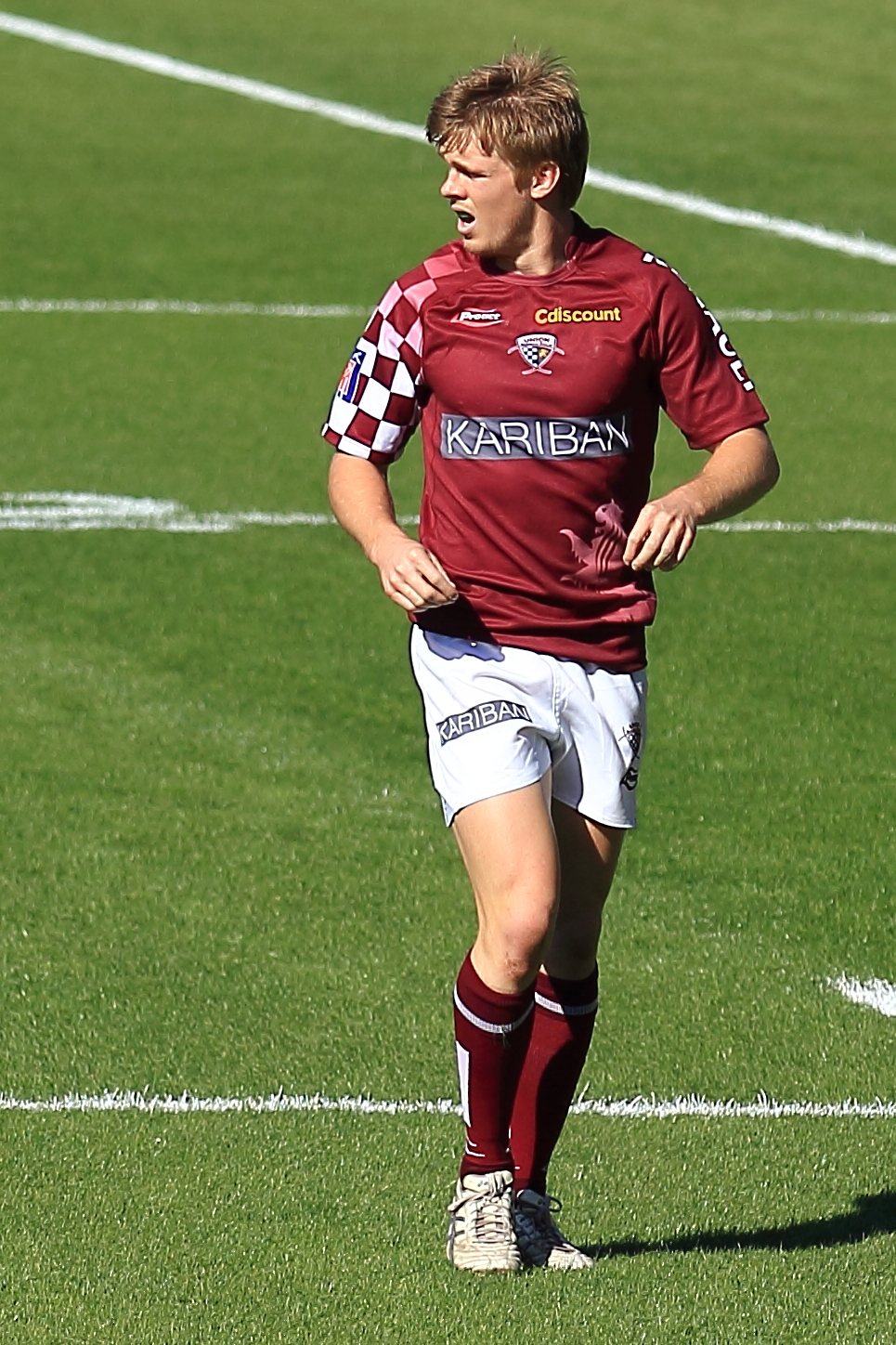
Blair Connor (Bordeaux Bègles)

| Rang | Joueur             | Club                  | Poste          | Essais |
| ---- | ------------------ | --------------------- | -------------- | ------ |
| 1    | David Smith        | RC Toulon             | Ailier         | 13     |
| 2    | Julien Arias       | Stade français        | Ailier         | 12     |
| 3    | Alipate Ratini     | FC Grenoble           | Ailier         | 10     |
| -    | Metuisela Talebula | Union Bordeaux Bègles | Ailier         | 10     |
| -    | Waisea             | Stade français        | Ailier/Centre  | 10     |
| -    | Blair Connor       | Union Bordeaux Bègles | Ailier         | 10     |
| 7    | Rémy Grosso        | Castres olympique     | Ailier         | 9      |
| -    | Drew Mitchell      | RC Toulon             | Ailier         | 9      |
| 9    | Napolioni Nalaga   | ASM Clermont          | Ailier         | 8      |
| -    | Jonathan Danty     | Stade français        | Centre         | 8      |
| -    | Benito Masilevu    | CA Brive              | Ailier         | 8      |
| -    | Silvère Tian       | US Oyonnax            | Ailier         | 8      |
| -    | Joe Rokocoko       | Aviron bayonnais      | Ailier         | 8      |
| -    | Maxime Médard      | Stade toulousain      | Ailier/Arrière | 8      |

### Taux de réussite des buteurs

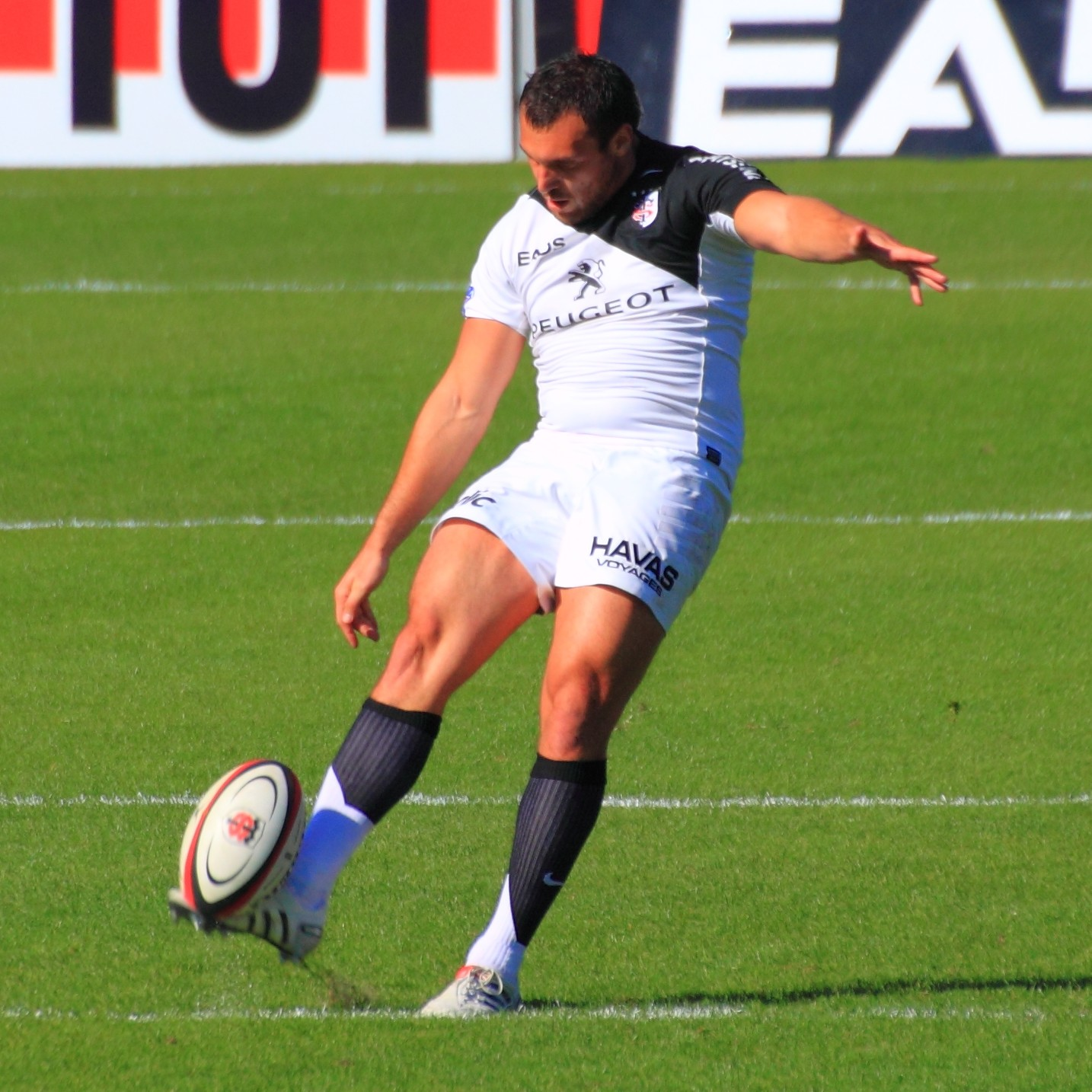
Lionel Beauxis (UBB)
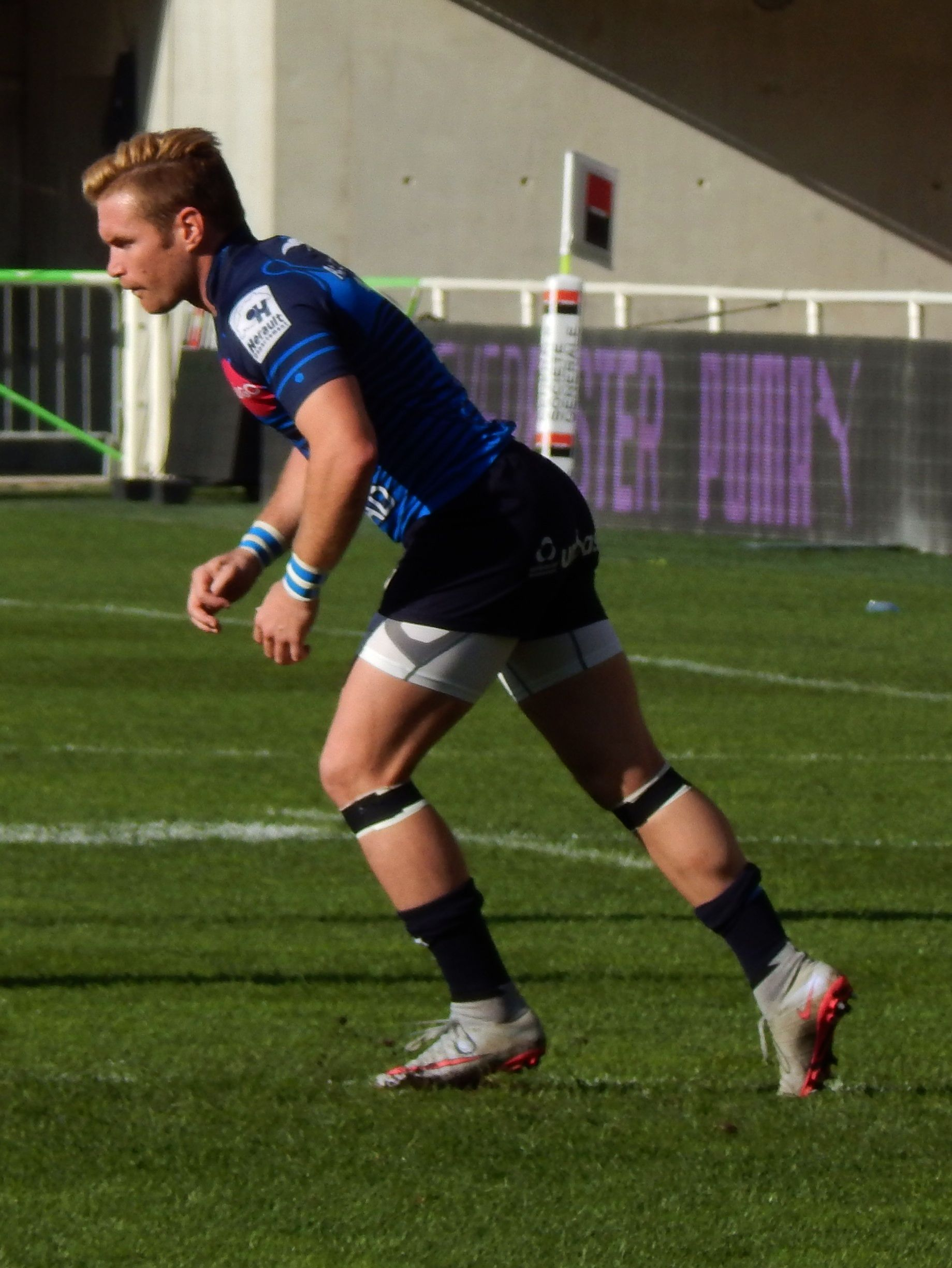
Ben Lucas (Montpellier HR)
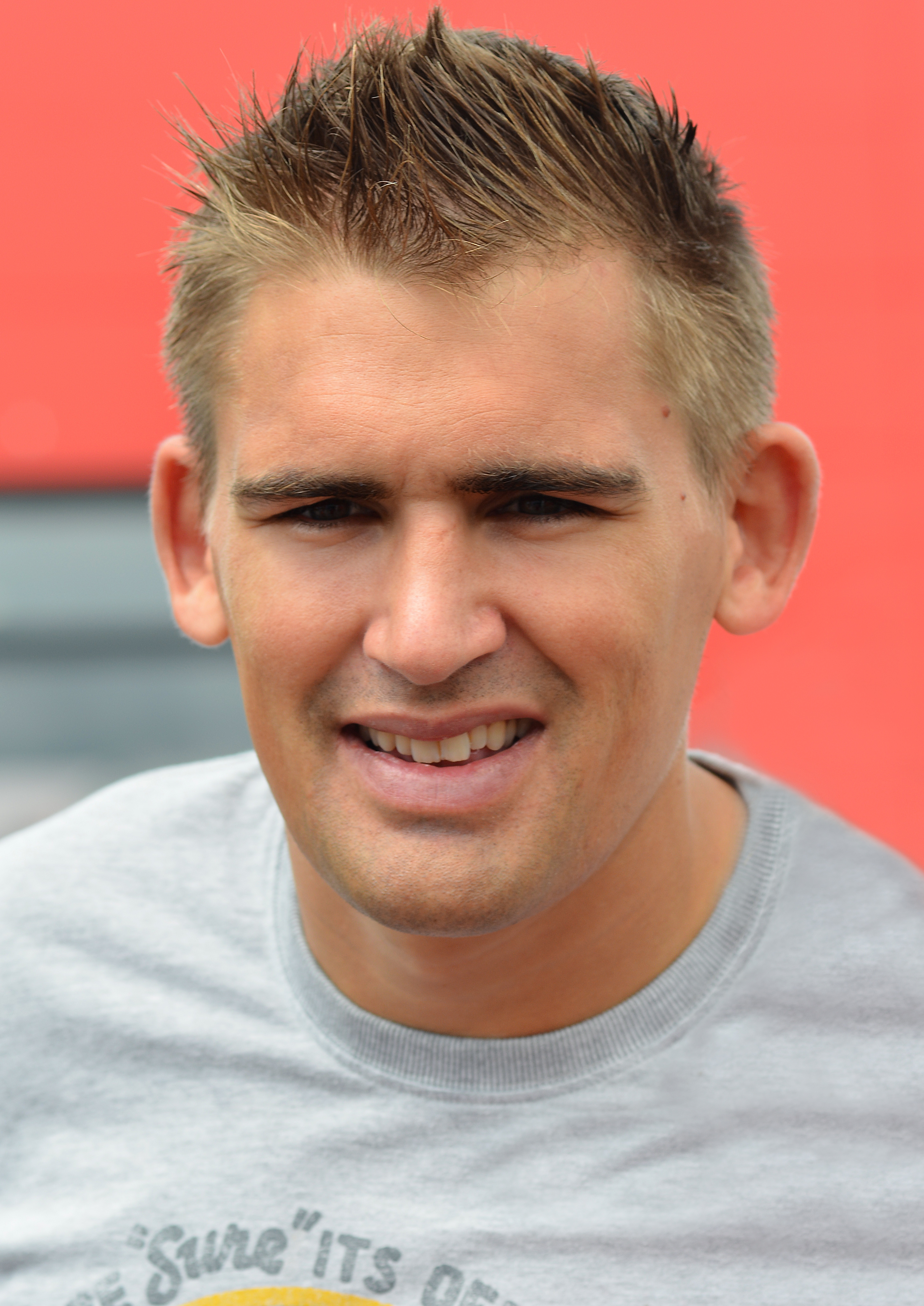
Toby Flood (Stade toulousain)
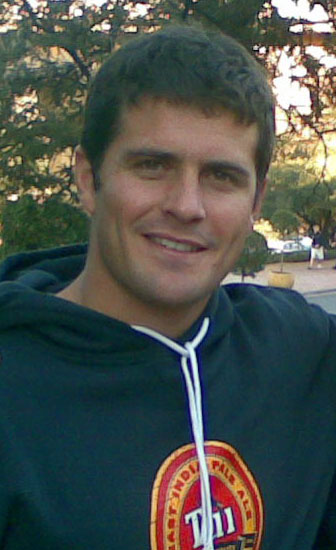
Morné Steyn (Stade français Paris)
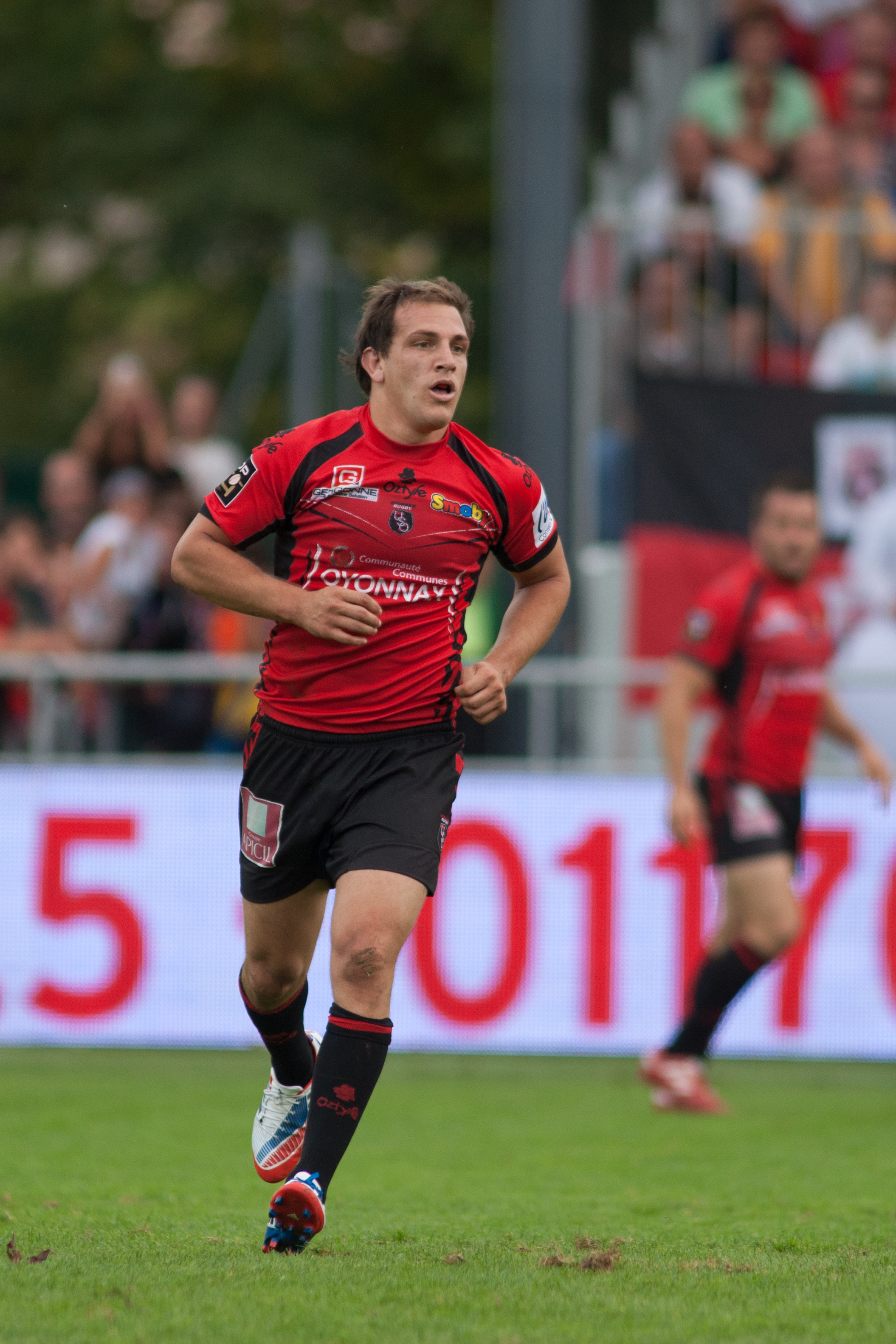
Benjamín Urdapilleta (Oyonnax)
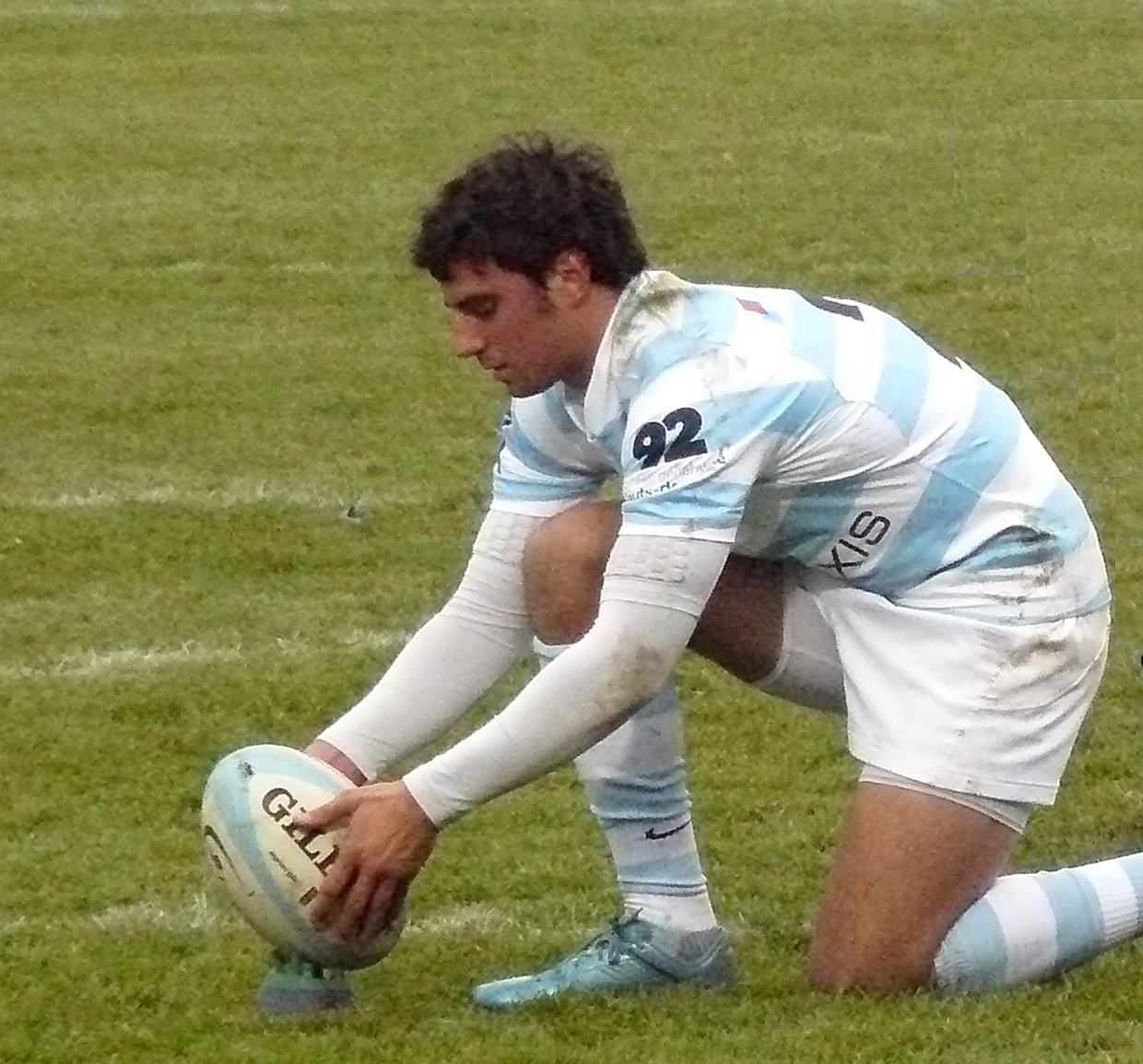
Jonathan Wisniewski (Grenoble)

Taux de réussite des buteurs sur 30 tentatives minimum. Ne prend pas en compte les tentatives de drops
| Rang | Joueur               | Club                  | % de réussite |
| ---- | -------------------- | --------------------- | ------------- |
| 1    | Lionel Beauxis       | Union Bordeaux Bègles | 84,5          |
| 2    | Ben Lucas            | Montpellier HR        | 82,7          |
| 3    | Toby Flood           | Stade toulousain      | 82,19         |
| 4    | Morné Steyn          | Stade français        | 81,4          |
| 5    | Benjamin Urdapilleta | US Oyonnax            | 81,2          |
| 6    | Jonathan Wisniewski  | FC Grenoble           | 77,8          |
| 7    | Peter Grant          | Stade rochelais       | 77,5          |
| 8    | Stephen Brett        | Lyon OU               | 76,6          |
| 9    | Gaëtan Germain       | CA Brive              | 75,9          |
| 10   | Leigh Halfpenny      | RC Toulon             | 75,5          |

### Statistiques diverses

#### Équipes
- Plus grand nombre d'essais marqués par une équipe dans un match : 9 essais pour le RC Toulon lors de la 2e journée face au Stade rochelais.
- Plus grand nombre d'essais dans un match : 12 essais lors du match RC Toulon - Stade rochelais comptant pour la 2e journée.
- Plus grand nombre de drops dans un match : 2 drops inscrits par François Trinh-Duc lors du match ASM Clermont - Montpellier HR comptant pour la 2e journée.
- Plus grand nombre de points marqués par une équipe dans un match : 67 points du Stade toulousain face au CA Brive comptant pour la 24e journée (67-19).
- Plus grand écart de points : 52 points lors du match Union Bordeaux Bègles - Castres olympique comptant pour la 9e journée (59-7).
- Plus grand nombre de points dans une rencontre : 89 points lors du match RC Toulon - FC Grenoble comptant pour la 10e journée (61-28).
- Plus large victoire à l'extérieur : 40 points d'écart lors du match CA Brive - RC Toulon comptant pour la 6e journée (13-53).

#### Individuelles
- Premier essai de la saison : Mathieu Bastareaud à la 51e minute de la première journée pour le RC Toulon face à l'Aviron bayonnais.
- Premier doublé : Scott Spedding à la 25e et à la 43e minute lors de la deuxième journée pour l'Aviron bayonnais face à l'US Oyonnax.
- Premier triplé : Alipate Ratini à la 40e, 57e et à la 73e minute lors de la troisième journée pour le FC Grenoble face à l'Union Bordeaux Bègles.
- Premier quadruplé : David Smith à la 18e, 33e, 52e et à la 75e minute lors de la dix-neuvième journée pour le RC Toulon face au CA Brive.
- Essai plus rapide d'une rencontre : Rémi Lamerat après 29 secondes de jeu lors de la huitième journée pour le Castres olympique face au FC Grenoble.
- Plus grand nombre de points marqués dans un match par un joueur : 29 points (1 transformation, 9 pénalités) par Jonathan Wisniewski lors du match FC Grenoble - Lyon OU comptant pour la onzième journée.
- Plus grand nombre de pénalités marquées dans un match par un joueur : Jonathan Wisniewski avec 9 pénalités inscrites lors de la onzième journée pour le FC Grenoble face au Lyon OU.
- Plus grand nombre de drops marqués dans un match : François Trinh-Duc avec 2 drops inscrits lors de la deuxième journée pour le Montpellier HR face à l'ASM Clermont.
- Plus grand nombre de transformations marquées dans un match : Toby Flood avec 8 transformations inscrites lors de la 24e journée pour le Stade toulousain face au CA Brive.
- Premier carton jaune : Gert Muller face au RC Toulon.
- Premier carton rouge : Charles Géli face au Racing Métro.